# ژانویه ۲۰۱۰
ژانویه ۲۰۱۰ یکی از ماه‌های ۲۰۱۰ (میلادی) است.

## ۱ ژانویه ۲۰۱۰
- واکنش‌ها به بیانیه موسوی و راه‌حل‌های او برای خروج از بحران

بيانيه شماره ۱۷ میرحسین موسوی درباره ارائه راهکارهايی برای خروج از بحران پس از انتخابات رياست جمهوری ايران با واکنش های  اولیه متفاوتی روبه رو شده است، محسن رضایی، در نامه ای به آيت الله علی خامنه‌ای، رهبر جمهوری اسلامی ايران، از این بيانيه به مثابه «عقب نشينی مير حسين موسوی از انکار دولت احمدی نژاد» ياد کرده و از رهبر ايران خواسته است به اين رويکرد آقای موسوی پاسخ دهد. با اینحال احمد خاتمی، روحانی تندرو طرفدار دولت و امام جمعه موقت تهران، میگوید که موسوی در بيانيه شماره ۱۷ خود «اشتباهات و خطاها و گفتار نادرست» گذشته خود را تکرار کرده و «بسترسازی» لازم را برای شعارهای « ساختار شکنی» چون «مرگ براصل ولايت فقيه» فراهم نموده است. حمید رسایی، عضو فراکسيون اصولگرايان مجلس  و از روحانیون تندرو طرفدار دولت محمود احمدی نژاد، نیز  در واکنش به بیانیه موسوی گفته است: «پيش از اين دلسوزان نظام تاکيد داشتند چهره واقعی موسوی و تقابل او با دين و نظام اسلامی و همچنين همسويی او با دشمنان قسم خورده امام و انقلاب برای عموم مردم روشن است که بيانيه اخير وی هم اين موضوع را اثبات کرد.» رادیو فردا
- جنتی: مخالفان را امان ندهید؛ سکوت محکوم است

احمد جنتی، دبیر شورای نگهبان، در خطبه‌های نماز جمعه تهران، ضمن آن که از مسئولان اجرایی و نیروی انتظامی خواست که به «اغتشاش‌گران» امان ندهند، «سکوت» هر فرد و مقامی را در ایران «محکوم» کرد. عمده‌ سخنان جنتی به حوادث روز عاشورای گذشته اختصاص داشت، که در آن صدها هزار نفر از هواداران جنبش سبز، به‌رغم هشدارهای گسترده، به خیابان‌ها ریخته و به‌ویژه علیه شخص رهبر جمهوری اسلامی شعار سر دادند. با اینحال احمد جنتی تجمع «عاشوراییان» هوادار حکومت را که در روز چهارشنبه در تهران برگزار شد در حدود «سه میلیون» نفر دانست و معترضان را «عده‌ای ناچیز» شمرد و خطاب به آنان گفت: «مردم ما به قانون و سیاست‌های رهبری پای‌بند هستند و اگر این‌طور نبود شما را زنده نمی‌گذاشتند.» وی با یادآوری دستگیری‌ها و دادگاه‌های روزهای پس انقلاب، که به سرعت مخالفان را محاکمه و برای آنها حکم صادر می‌کردند، معترضان فعلی را نیز «مصداق بارز مفسد فی‌الارض» دانست و از «مسئولان اجرایی و نیروی انتظامی» خواست «آمادگی کامل» داشته و به  معترضان امان ندهند. رادیو فردا
- نخستین بیانیه میرحسین موسوی پس از رویدادهای عاشورا

نخستین بیانیه میرحسین موسوی پس از رویدادهای خونین عاشورا منتشر شد، میرحسین موسوی در این بیانیه با انتقاد شدید از خشونت نیروهای امنیتی می‌نویسد اگر شعارها و حرکات جاهایی به سمت افراط غیر قابل قبول کشانده می‌شود، ناشی از به زیر انداختن افراد بی گناه از روی پل‌ها و بلندی‌ها، تیراندازی‌ها و آدم زیر کردن‌ها و ترورهاست. وی ضمن رد اتهام ارتباط با بیگانگان ،دعوت مردم به جنگ و شورش داخلی و گوساله و بزغاله خواندن بخش بزرگی از مردم در یک سخنرانی دولتی را محکوم کرد. موسوی در راه‌حل‌های پنجگانه خود بر اهمیت مسئولیت پذیری مستقیم دولت در مقابل ملت و مجلس و قوه قضائیه در مقابل مردم، تدوین قانون شفاف و اعتماد برانگیز برای انتخابات، آزادی زندانیان سیاسی و احیاء حیثیت و آبروی آن‌ها، آزادی مطبوعات و رسانه‌ها و به رسمیت شناختن حقوق مردم برای اجتماعات قانونی تاکید کرد. وی ضمن گفتن اینکه برای «شهادت» آماده‌است، تاکید کرد :«بنده به صراحت و روشنی می‌گویم فرمان اعدام و قتل و زندانی کروبی و موسوی و امثال ما مشکل را حل نخواهد کرد.» جرس ،کلمه، رادیو فردا، پارلمان نیوز+متن بیانیه
- ضرب الاجل غرب به ایران درباره برنامه اتمی اش پایان یافت

ضرب الاجل باراک اوباما، رییس جمهور آمریکا، به جمهوری اسلامی ایران برای همکاری با جامعه جهانی بر سر برنامه اتمی‌اش روز پنجشنبه پایان یافت و انتظار می‌رود با رد این ضرب الاجل از سوی تهران، تلاش‌ها برای تحریم‌های شدیدتر علیه ایران از سر گرفته شود. دولت اوباما گفته‌است: با پایان یافتن مهلت ۳۱ دسامبر، از اوایل ماه ژانویه برای جلب حمایت متحدان اروپایی خود و نیز کشورهای روسیه و چین جهت اعمال تحریم‌های تازه علیه ایران اقدام خواهد کرد. در هفته‌های اخیر موضوع تحریم صدور بنزین به ایران و تشدید فشارهای مالی بر افراد و موسسات درگیر در فعالیت‌های هسته‌ای تهران به عنوان گزینه‌های مطرح برای افزایش فشارها بر ایران مطرح بوده‌است. رادیو فردا

## ۲ ژانویه ۲۰۱۰
- علی گلزاده غفوری درگذشت

علی گلزاده غفوری، نماینده مجلس خبرگان قانون اساسی و دوره اول مجلس شورای اسلامی در بیمارستان آراد تهران درگذشت.خبر آن لاین
- تنها ۷ وزیر پیشنهادی کرزای رای اعتماد گرفتند

با پایان شمارش آرای اعتماد مجلس افغانستان، از ۲۴ وزیر پیشنهادی حامد کرزای تنها ۷ نفر موفق به کسب حد نصاب لازم شدند.به این ترتیب وزیران دفاع، کشور، معادن، تعلیم و تربیت، فرهنگ، کشاورزی، و اقتصاد وارد کابینه شدند.پرس تی‌وی
- دادگاه تجدیدنظر حکم احمد زیدآبادی را تایید کرد

دادگاه تجدیدنظر حکم دادگاه بدوی در خصوص محکومیت احمد زیدآبادی را تایید کرد.
این روزنامه نگار از سوی دادگاه بدوی به ۶ سال حبس تعزیری، ۵ سال تبعید به گناباد و محرومیت مادام العمر از فعالیت‌های اجتماعی و سیاسی محکوم شده‌است که اکنون به گفته همسرش ، دادگاه تجدید نظر نیز این حکم را تایید کرده‌است. مهدیه محمدی ، همسر احمد زیدآبادی گفته‌است: «رای دادگاه تجدیدنظر همسرم به وکیل ایشان ابلاغ شده‌است و این دادگاه اعلام کرده‌است که مفاد حکم دادگاه بدوی را به طور کامل تایید کرده و دفاعیات آقای زیدآبادی و وکلایشان را نپذیرفته است». احمد زیدآبادی دبیرکل سازمان ادوار تحکیم وحدت، پیش از این از سوی شعبه ۲۶ دادگاه انقلاب به شش سال زندان، پنج سال تبعید به گناباد و محرومیت مادام‌العمر از هر گونه فعالیت سیاسی و شرکت در احزاب و هواداری و مصاحبه و سخنرانی و تحلیل حوادث، به صورت کتبی یا شفاهی محکوم شده بود. سلام
- ایران هم برای تأمین سوخت به غرب اولتیماتوم داد

ایران روز شنبه هشدار داد اگر غرب نسبت به تأمین سوخت رآکتور اتمی تهران تا پایان ماه ژانویه به توافقی با ایران دست نیابد، ایران خود نسبت به تولید سوخت هسته‌ای این رآکتور تحقیقاتی اقدام می‌کند. منوچهر متکی، وزیر خارجه، روز شنبه به تلویزیون دولتی ایران گفت غرب باید تصمیم بگیرد که یا پیشنهاد ایران درباره تأمین سوخت را بپذیرد یا ایران خود برای تأمین سوخت اتمی‌اش اقدام خواهد کرد. کشورهای غربی تا پایان سال ۲۰۰۹ به ایران مهلت داده بودند با پیشنهاد آژانس بین‌المللی انرژی اتمی مبنی بر ارسال بیشتر ذخیره اورانیوم خلوص پایین خود به خارج برای تبدیل آن به سوخت هسته‌ای توسط روسیه و فرانسه موافقت کند. ایران این پیشنهاد را رد کرده‌است. رادیو فردا، رادیو زمانه
- پس از ۱۶ سال جامعه مدرسین آیت‌الله صانعی را واجد شرایط مرجعیت ندانست

چند روز پس از حمله فراگیر نیروهای هوادار دولت به دفاتر آیت‌الله یوسف صانعی در شهرهای مختلف ایران، اکنون جامعه مدرسین حوزه علمیه قم، در قالب یک پرسش و پاسخ اعلام کرده‌است که پس از تحقیقات یک سال گذشته و جلسات متعدد، این روحانی منتقد دولت و حامی اصلاح‌طلبان فاقد «ملاک‌های لازم برای تصدی مرجعیت» است. جامعه مدرسین حوزه علمیه قم در سال‌های پس از انقلاب اسلامی بیشتر در کنترل نیروهای محافظه‌کار بوده‌است، پیشتر گفته می‌شد که این نهاد حوزوی که توسط آیت‌الله محمد یزدی، از حامیان دولت، اداره می‌شود قرار است فهرستی جدید از مراجع تقلید را معرفی کند که این گمانه‌زنی توسط آیت‌الله مقتدایی نایب رئیس این جامعه رد شده بود. گفته می‌شود در فهرست هفت‌نفره مراجع جایزالتقلید این نهاد که در سال ۷۳ انتشار یافت نام شش استاد وقت حوزه علمیه نزدیک به حکومت، و همچنین نام علی خامنه‌ای رهبر ایران قید شده بود که مورد آخر مورد انتقاد کارشناسان آشنا به مسائل حوزه‌های علمیه قرار گرفت به گونه‌ای که حتی چهره محافظه‌کاری چون آیت‌الله آذری قمی، سخنگوی وقت جامعهٔ مدرسین معتقد بود که این انتخاب بر خلاف ضوابط شرعی و قانونی انجام شده‌است. همچنین در این لیست نام آیت‌الله سیستانی و حسینعلی منتظری و همچنین مراجع نزدیک به اصلاح طلبان قید نشده بود. رادیو فردا
- یک شهر دیگر سومالی به دست اسلامگرایان الشباب افتاد

پیکارجویان اسلامگرای الشباب، شهر دوسامارب، در مرکز سومالی را اشغال کرده‌اند. در جریان زدوخورد برای تصرف این شهر، دست‌کم ۱۰ نفر کشته شدند. شهر دوسامارب، تاکنون در دست گروهی بود که پیرو نوعی صوفی‌گری اسلامی هستند که الشباب با آن مخالف است. تحلیلگران می‌گویند سقوط شهر دوسامارب، موجب نگرانی دولت اتیوپی خواهد شد که در منطقه دارای نفوذ است.بی‌بی‌سی فارسی
- دادستانی تهران: دادگاه هفت نفر از متهمان پرونده «هتاکان» از یکشنبه آغاز می‌شود

بر اساس اعلام دادسرای عمومی و انقلاب تهران، هفت نفر در هفته آینده به اتهام «هتاکی به آرمان‌های انقلاب اسلامی» در دادگاه انقلاب محاکمه می‌شوند. هر چند در این اطلاعیه به مشخصات متهمان و زمان بازداشت آنها اشاره‌ای نشده‌است، اما پیشتر دادستانی تهران از محاکمه قریب‌الوقوع افرادی در ارتباط با «پاره کردن عکس آیت‌الله خمینی» در روز شانزده آذر خبر داده بود. به دنبال تظاهرات اعتراض‌آمیز دانشجویان در روز شانزده آذر، تلویزیون دولتی جمهوری اسلامی ایران بارها صحنه‌هایی از پاره کردن تصویری از آیت‌الله خمینی را نشان داده و آن را به حامیان جنبش سبز در ایران نسبت داده بود. پس از این رویداد، رسانه‌های حامی دولت و مقام‌های جمهوری اسلامی حملات گسترده‌ای علیه معترضان به نتایج انتخابات ریاست جمهوری در ایران آغاز کرده و آنها را به «هتاکی به آرمان‌های انقلاب اسلامی» به ویژه در جریان تظاهرات گسترده معترضان در روز عاشورا، متهم کردند. رادیو فردا
- حمله یک مرد مسلح به یک کاریکاتوریست در دانمارک

بگفته مقام‌های رسمی دولت دانمارک، یک مرد سومالیایی مسلح به تبر و چاقو که گفته می‌شود با گروه‌های شبه نظامی اسلامگرا ارتباط دارد در حالی که سعی داشت وارد خانه یک کاریکاتوریست ۷۰ ساله شود، بر اثر اصابت گلوله پلیس از ناحیه پا و دست زخمی شد. این کاریکاتوریست پیش از این کاریکاتورهای بحث انگیزی را از محمد بنیانگذار دین اسلام طراحی کرده بود. این فرد تبعه سومالی هم اکنون در بیمارستان بستری شده و انتظار می‌رود به جرم تلاش برای کشتن فرد کاریکاتوریست و یک افسر پلیس محکوم شود. رادیو فردا
- استعفاء در فدراسیون فوتبال ایران درپی تبریک به اسرائیل

محمد منصور عظیم زاده رئیس امور بین الملل فدراسیون  فوتبال ایران پس از انتشار خبر  ارسال  نامه تبریک  سال نو برای فدراسیون  فوتبال اسرائیل  استعفا داد.رادیو فردا،،خبر آنلاین، ایسنا

## ۳ ژانویه ۲۰۱۰
- هشدار مجاهدین انقلاب در مورد نفوذ در «جنبش سبز»

یکی از تشکل‌های اصلی اصلاح‌طلبان در ایران در مورد نفوذ احتمالی اقتدارگرایان در تجمع‌های جنبش اعتراضی این کشور، به منظور تشویق به تندروی هشدار داده است. سازمان مجاهدین انقلاب اسلامی روز یکشنبه ۱۳ دی (۳ ژانویه) با انتشار اطلاعیه ای اعلام کرد: «بر اساس شواهد و قرائن موجود، ستاد عملیات روانی اقتدارگرایان حاکم، گروه هایی را برای جهت دادن اعتراضات به سوی شعارهای انحرافی نظیر شعارهای ضد نظام و سلطنت طلبانه و نیز تشویق تظاهرکنندگان به درگیری های فیزیکی آماده کرده است.» این سازمان در اطلاعیه خود نوشته است که برخی شعارها که این گروه ها علیه آیت الله خمینی یا در دفاع از سلطنت مطرح کرده اند، با «بی اعتنایی» معترضان مواجه شده است، اما گاهی «بخش کوچکی از جوانان خشمگین» تحت تأثیر گروه های مذکور دست به عکس العمل زده اند. سازمان مجاهدین انقلاب نتیجه گرفته است که «هرگونه تشویق به مقابله به مثل در برابر اقدامات خشونت بار و سرکوبگرانه اقتدارگرایان و در نتیجه ایجاد حس ناامنی و نگرانی در جامعه، بازیگری در سناریویی است که آنان طراحی و کارگردانی می کنند». بی بی سی فارسی
- دهها استاد دانشگاه در نامه ای به آيت الله خامنه ای از حمله به دانشجويان انتقاد کردند

حدود ۹۰ تن از  اساتيد دانشکده فنی دانشگاه تهران با انتشار نامه ای سرگشاده به آيت الله علی خامنه ای رهبر جمهوری اسلامی، از او خواستار صدور دستور برای خروج نيروهای غيردانشگاهی از تمامی دانشگاه ها شدند. امضاکنندگان اين نامه همچنين از خامنه ای خواستند، مسببين خشونت های اخير در دانشگاه ها مورد پيگرد قرار گيرند، دانشگاهيان بازداشت شده آزاد شوند و از گروه های دانشجويی دلجويی به عمل آيد. به گزارش سايت جنبش راه سبز، جرس، امضا کنندگان اين نامه تاکيد کردند که نيت آنها چيزی جز اصلاح امور مملکت و دين و دنيای مردم نيست و نوشتند:« حمله های شبانه به خوابگاه، ... و يورش روزانه به دانشجويان در صحن دانشگاه» نشانه قدرت و صلابت نظام نيست. رادیو فردا
- مجمع مدرسين و محققين حوزه علميه قم از انکار مرجعيت آيت الله صانعی انتقاد کرد

مجمع مدرسين و محققين حوزه علميه قم، يکی از تشکل های مذهبی اصلاح طلب در ايران، روز يکشنبه با انتشار بيانيه ای از انکار مرجعيت آيت الله صانعی، توسط جامعه مدرسين حوزه علميه قم، انتقاد کرد. به گفته این مجمع: «موقعيت مرجعيت مثل مناصب حکومتی نيست که شخص، گروه، نهاد و تشکلی برای خود حقی در نصب و عزل آن قائل باشد.» اين تشکل مذهبی اقدام جامعه مدرسين حوزه علميه در نفی مرجعيت آيت الله صانعی را سياسی ارزيابی کرد. رادیو فردا
- افزایش فشارها بر آیت‌الله دستغیب شیرازی در ایران

مسجد و بیت آیت الله علی محمد دستغیب شیرازی، یکی از مراجع تقلید منتقد ایران در شیراز مورد حمله لباس شخصی ها قرار گرفته و از سفر او به این شهر جلوگیری شده است. احمدرضا دستغیب، عضو فراکسیون اقلیت مجلس شورای اسلامی روز یکشنبه در گفت و گو با پارلمان نیوز (پایگاه خبری این فراکسیون) گفت که درهای مسجد قبای شیراز شنبه شب به دستور شورای تأمین استان فارس مهروموم شده است. اعضای مونث خانواده آیت الله عبدالحسین دستغیب هم با انتشار نامه ای سرگشاده، به تندی از حمله های صورت گرفته به بیت آقای دستغیب انتقاد کرده اند. مسجد قبای شیراز که در دوران انقلاب سال ۱۳۵۷ ایران مرکز فعالیت های ضد حکومتی آیت الله عبدالحسین دستغیب بود، در سال های اخیر محل سخنرانی و برگزاری کلاس های درس آیت الله علی محمد دستغیب بوده است. پارلمان نیوز بی بی سی فارسی
- ازدواج همجنسگرایان در نیو همپشر قانونی شد

ایالت نیو همپشر به عنوان پنجمین ایالت آمریکا ازدواج هم‌جنسگرایان را در نیمه شب جمعه قانونی کرد و به این ترتیب بیش از ده زوج برای ثبت ازدواج خود به صورت قانونی به کنکورد پایتخت این ایالت مراجعه کردند.خبر آن لاین
- ابراز نگرانی از احتمال اعدام معترضان

کمپین بین‌المللی حقوق بشر در ایران با صدور بیانیه‌ای تهدید بازداشت‌شدگان اخیر به اعدام را محکوم کرد. در این بیانیه آمده‌است: «روحانیون طرفدار دولت در یک پیام آشکارا هماهنگ شده، اعدام معترضین بازداشت شده را خواستار شدند، آن‌ها همچنین با ایجاد فشار شدید سیاسی بر قوه قضائیه به ظاهر مستقل جمهوری اسلامی، از این نهاد خواستند که همانند مقامات قضایی پس از انقلاب عمل کنند و به این ترتیب تلاش کردند که مردم را از ادامه تظاهرات برای حقوق خود بترسانند.» هادی قائمی، سخنگوی کمپین بین‌المللی حقوق بشر در ایران با ابراز نگرانی از اعمال «فشار سیاسی غیرمتعارف بر مقامات قضایی» و «تبلیغات دولتی برای اعدام معترضان» گفت: «این کاملاً آشکار است که مسئولین در ایران نتوانسته‌اند بفهمند که خشونت به اعتراضات پایان نخواهد داد و فقط اعتراضات را شدت می‌دهد.» رادیو زمانه
- وزیر کشور جمهوری اسلامی: «دستور داده‌ایم پلیس هیچ مدارا نکند»

وزیر کشور جمهوری اسلامی امروز یک‌شنبه تهدید شدیدی را متوجه معترضان به عملکرد دولت ایران کرد و در مورد آنان گفت: «می‌خواهند رأی خود را با دیکتاتوری به مردم تحمیل کنند و درصدد انتقام‌گیری از مردم هستند.» بنا بر گزارش پایگاه اطلاع‌رسانی وزارت کشور، مصطفی محمدنجار گفت: «به نیروهای پلیس دستور داده‌ایم از این به بعد هیچ‌گونه مدارایی با آشوبگران نکنند و اگر فردی جهت همکاری با اغتشاشگران در تجمعات ظاهر شود به فوریت دستگیر خواهد شد.» وی معترضان را با توجه به «نظر فقهی علما و مسئولان قضایی» که در چند روز گذشته اعلام کردند، محارب دانست و اعتراضات را «کاملاً سازمان‌یافته با هدایت بیگانگان و بازیگری مخالفان نظام جمهوری اسلامی در خارج از کشور و عناصر آنها در داخل» خواند. اشاره وی به سخنان آیت‌الله جنتی، خطیب جمعه تهران و دیگر روحانیان هوادار علی خامنه‌ای است که این هفته معترضانی که روز عاشورا به خیابان آمدند را «مصادیق بارز مفسد فی‌الارض» و «محارب» اعلام کردند. همچنین آیت الله صادق لاریجانی، رئیس قوه قضاییه جمهوری اسلامی، می‌گوید که دستگاه قضایی، پیام تظاهرات هواداران دولت را برای برخورد با معترضان در اسرع وقت شنیده‌است و اظهار امیدواری کرد که در اسرع وقت با قاطعیت و با درنظر گرفتن ضوابط شرعی و قانونی، به مجازات هتاکان و مسببین این حرکات بپردازد.» رادیو زمانه، رادیو فردا
- بازداشت گسترده بهائیان در تهران

به گزارش کمیته گزارشگران حقوق بشر، ماموران امنیتی ایران شب گذشته ۱۳ نفر از شهروندان بهایی را بازداشت کردند. بنا به این گزارش سه تن از بازداشت شدگان، پس از چند ساعت آزاد و بقیه به زندان اوین منتقل شدند. گفته می‌شود دلیل بازداشت این افراد شرکت در تجمع اعتراضی روز عاشورا عنوان شده‌است. هفت نفر از رهبران جامعه بهایی ایران نزدیک به دوسال است که به اتهام «جاسوسی برای اسرائیل، توهین به مقدسات و تبلیغ علیه نظام» در بازداشت هستند. بنا بر گزارش سالانه نقض حقوق بشر در ایران، در سال ۱۳۸۷، چهل و دو شهروند بهایی بازداشت شدند و به منازل سی و یک خانواده بهایی هجوم برده شد. این گزارش هم‌چنین از محاکمه یازده بهایی و محرومیت از تحصیل چهارده دانشجوی بهایی در سال گذشته خبر می‌دهد. از نظر حکومت ایران، بهائیان، مرتد به‌شمار می‌آیند و در قانون اساسی از هیچ حقی برخوردار نیستند. رادیو زمانه
- گفتگوی رهبران معترضان درباره بیانیه هفدهم موسوی

به گزارش «سحام نیوز»، وب سایت خبری حزب اعتماد ملی، مهدی کروبی، نامزد معترض به نتیجه انتخابات، روز شنبه برای  ابراز همدردی،  به دیدار خانواده علی حبیبی موسوی خواهرزاده میرحسین موسوی که در جریان اعتراضات گسترده روز عاشورا کشته شد، رفته‌است. در این دیدار مهدی کروبی و میرحسین موسوی، درباره هفدهمین بیانیه آقای موسوی گفتگو کردند. مهدی کروبی کشته شدن علی موسوی را «فاجعه‌ای بزرگ» عنوان کرد و گفت: «شهادت آن شهید بزرگوار در چنین روزی، نشان داد که دشمنان حق و آزادی تا بدان‌جا پیش رفته‌اند و از باده قدرت چنان مست شده‌اند که دیگر حرمتی نیز برای عاشورا و عزاداران حسینی قائل نیستند.» جزئیات بیشتری از گفت وگوهای این دو نامزد معترض به نتیجه انتخابات منتشر نشده‌است. رادیو زمانه، رادیو فردا
- مجلس ایران با استرداد لایحه هدفمند کردن یارانه‌ها  مخالفت کرد.

مجلس شورای اسلامی ایران   با ۱۲۰ رای موافق ، ۱۱۱ رای مخالف و ۷ رای ممتنع از میان  ۲۴۳ نماینده حاضر در جلسه به استرداد «لایحه هدفمند کردن یارانه‌ها» که از سوی دولت محمود احمدی نژاد مطرح شده بود رای مثبت نداد.معاون پارلمانی احمدی نژاد اعلام کرد که مصوبه کمیسیون ویژه بررسی طرح تحول اقتصادی انتظارات دولت را برآورده نکرده و بر همین اساس درخواست استرداد آن را ارائه کرده‌ایم.وبگاه روزنامه جام جم،خبرگزاری مهر

## ۴ ژانویه ۲۰۱۰
- بلندترین برج جهان در دبی افتتاح شد

مراسم افتتاح برج شیخ خلیفه بن زاید (برج دبی سابق) بلندترین ساختمان دنیا روز دوشنبه برگزارشد.ارتفاع این برج ۱۶۰ طبقه‌ای به ۸۲۸ مترمی رسد وبرای ساخت آن ۳۳۰ هزارمترمکعب بتن و۳۱۴۰۰ تن فولاد بکار رفته‌است.العربیه فارسی
- حمایت دو نهاد روحانی اصلاح‌طلب از مرجعیت آیت‌الله صانعی

مجمع روحانیون مبارز و مجمع مدرسین و محققین حوزه علمیه قم دو تشکل عمده روحانیون اصلاح‌طلب در ایران، با انتشار بیانیه‌های جداگانه‌ای ضمن انتقاد شدید از بیانیه جامعه مدرسین در رد مرجعیت آیت‌الله صانعی، بر مراتب علمی و اخلاقی آیت‌الله صانعی تأکید کرده‌اند. بیانیه این دو نهاد روحانی در حمایت از مرجعیت آیت‌الله صانعی پس از آن منتشر می‌شود که در روزهای اخیر جامعه مدرسین حوزه علمیه قم، نهاد حوزوی حامی دولت، اعلام کرد که از نظر این جامعه آیت‌الله صانعی فاقد ملاک‌های لازم برای مرجعیت است. در عین حال با وجود آنکه برخی از اعضای این جامعه بر فقهی بودن این اظهار نظر تأکید داشتند، برخی دیگر از اعضا این اقدام را واکنشی به مواضع سیاسی آیت‌الله صانعی خواندند و آن را با جریان خلع مرجعیت آیت‌الله کاظم شریعتمداری در سال‌های نخست انقلاب اسلامی مقایسه کردند. گفته می‌شود سایت آیت‌الله صانعی تأکید کرده که «قطع نظر از قانونی بودن یا نبودن مصوبه قابل ذکر است که تعطیل نمودن دفتر یک مرجع تقلید و قطع ارتباط مقلدان جهت پاسخگویی به مسائل شرعی و حلال و حرام الهی و بیان احکام اسلام از سنت‌های سیئه کم نظیر اگر نگوییم بی‌نظیر در طول تاریخ شیعه‌است». یوسف صانعی که اکنون ۷۲ سال دارد از شاگردان آیت‌الله بروجردی، آیت‌الله اراکی، آیت‌الله محقق داماد و آیت‌الله خمینی است که بیش از ۱۶ سال پیش با انتشار رساله توضیح‌المسائل به عنوان مرجع تقلید مقلدان بسیاری را جذب کرده‌است. رادیو فردا
- چین از ایران خواست تا با غرب بر سر پیش نویس قرارداد مبادله سوخت به «اجماع» برسد

دولت چین روز دوشنبه از ایران خواست تا دربارهٔ پروندهٔ هسته‌ای خود و پیشنهاد مبادله سوخت با غرب به توافق برسد. روز گذشته تهران، خطاب به گروه پنج به علاوه یک اعلام کرده بود، که این کشورها تا یک ماه دیگر فرصت دارند، تا دربارهٔ مبادلهٔ سوخت با ایران به توافق برسند و در غیر این صورت جمهوری اسلامی برای تولید اورانیوم غنی شده ۲۰ درصدی اقدام خواهد کرد. رادیو فردا
- افشای معاملات غیرقانونی چینی‌های طرف قرارداد ایران در آمریکا

روزنامه آمریکایی وال استریت جورنال روز دوشنبه گزارش داد که تعدادی از شرکت‌های چینی متهم به فروش تکنولوژی‌های موشکی به ایران، قانون تحریم‌ها علیه ایران را زیر پا گذاشته و میلیون‌ها دلار کالا به ایالات متحده صادر کرده‌اند. در حال حاضر بر اساس قانون مصوب سال ۱۹۹۶ در آمریکا هر کمپانی که بیش از ۲۰ میلیون دلار در نفت و گاز ایران سرمایه‌گذاری کند یا به ایران تسلیحات بفروشد با تحریم و مجازات آمریکا روبه‌رو خواهد شد. وال استریت جورنال می‌گوید تعدادی از شرکت‌های طرف قرارداد ایران توانسته‌اند تحریم‌ها علیه ایران و شرکت‌هایی را که با ایران معامله می‌کنند دور بزنند و میلیون‌ها دلار کالا، از لنگر کشتی تا اسباب‌بازی، به آمریکا صادر کنند. این روزنامه با تکیه بر سوابق و مدارک کشتی‌رانی و بارگیری که در «پروژه کنترل تسلیحات هسته‌ای ویسکانسین» جمع‌آوری شده می‌گوید یکی از این شرکت‌ها زیرمجموعه کمپانی دولتی صادرات – واردات چین است. رادیو فردا

## ۵ ژانویه ۲۰۱۰
- تحریم امتحانات از سوی دانشجویان معترض

گروهی از دانشجویان دانشگاه‌ها از شرکت در امتحانات پایان ترم خودداری کرده‌اند. به گزارش خبرنامه امیرکبیر، گروهی از دانشجویان دانشگاه پلی‌تکنیک در اعتراض به بازداشت ۱۲ دانشجوی این دانشگاه و رفتار خشونت‌بار با دانشگاهیان، بیش از ۴۰ امتحان را تحریم کرده‌اند. مسئولان آموزش عالی ایران نیز تهدید کرده‌اند که با دانشجویان «خاطی» برخورد می‌کنند. به گزارش خبرگزاری ایسنا، حسین نادری‌منش، معاون آموزشی وزارت علوم گفته که برای دانشجویان غایب، «نمره صفر» در نظر گرفته خواهد شد. نادری‌منش افزوده است: «اگر شرکت نکردن دانشجویان در امتحانات در راستای جریانات اخیر باشد، برخوردهایی فراتر برایشان در نظر گرفته خواهد شد.» برخی دانشجویان دانشگاه تهران و دانشگاه‌های دیگر نیز در اعتراض به وضعیت موجود از شرکت در امتحانات پایان ترم خودداری کرده‌اند. دانشجویان دانشگاه رازی کرمانشاه نیز با انتشار بیانیه‌ای اعلام کرده‌اند در صورت ادامه بازداشت دانشجویان و یورش به دانشگاه‌ها، کلاس‌های درس و امتحانات را تحریم خواهند کرد. وب‌سایت الف هم گزارش کرده که امتحانات دانشجویان رشته‌های پزشکی، داروسازی و دندان‌پزشکی دانشگاه تهران به تعویق افتاده است. رادیو زمانه
- تاسیس سازمان هدفمند کردن یارانه‌ها در ایران

نمایندگان مجلس شورای اسلامی روز سه شنبه ۱۵ دی ، در ادامه بررسی مجدد لایحه هدفمند کردن یارانه‌ها به منظور رفع ابهامات شورای نگهبان، با ۱۳۴ رای موافق در مقابل ۸۰ رای مخالف، با ایجاد سازمان هدفمند کردن یارانه‌ها موافقت کردند.بی‌بی‌سی فارسی
- پخش سه بعدی بازی‌های جام جهانی

شبکه ورزشی ای‌اس‌پی‌ان اعلام کرد که برای نخستین بار در تاریخ، بازی‌های جام جهانی فوتبال را بطور سه بعدی و از شبکه تازه تاسیس ESPN 3D به منازل پخش خواهد کرد. برای دیدن اینگونه تصاویر احتیاج به تلویزیون‌های مخصوص یا عینک‌های ویژه می‌باشد. یواس‌ای تودی، دیلی میرور
- تغییرات در نظام بانکی سوریه

حداقل سرمایه بانک‌های سوریه ۱۰ برابر شد و سهم سرمایه گذاران خارجی به ۶۰ درصد رسید.بشار اسد رئیس جمهور سوریه برخی بندهای قانون فعالیت بانکهای تجاری و اسلامی در این کشور را تغییر داد.بر اساس دستور العمل جدید، حداقل سرمایه بانک‌های تجاری عادی حدود دویست و بیست میلیون دلار و حداقل سرمایه بانک‌های اسلامی سیصد و سی میلیون دلار تعیین شد.خبر آن لاین

## ۶ ژانویه ۲۰۱۰
- هشدار در مورد خطر اعدام «شاهدان سرکوب» در ایران

سازمان گزارشگران بدون مرز با انتشار بیانیه‌ای نسبت به احتمال مجازات معترضان و بازداشت شدگان حوادث اخیر در ایران هشدار داده‌است. در این بیانیه که روز چهارشنبه ۱۶ دی ماه (۶ ژانویه) منتشر شد، درباره «خطر جدی اعدام شاهدان سرکوب» ابراز نگرانی شده و از نهادهای بین المللی خواسته شده‌است که «با اقدام فوری، از فاجعه‌ای دیگر و اعدام زندانیانی سیاسی که در زندان‌ها تحت فشار قرار دارند»، جلوگیری کنند. رضا معینی از مسئولان سازمان گزارشگران بدون مرز در گفت و گو با بی بی سی فارسی با تاکید بر نگرانی شدید این سازمان از خطر اعدام زندانیان و روزنامه نگاران در ایران گفت: «از فردای ۶ دی ماه، فریادهایی برای اعدام زندانی‌ها مطرح شد ما می‌دانیم که افراطیون در رژیم جمهوری اسلامی قادر و توانا به اعدام هستند.» بی بی سی فارسی
- سعید مرتضوی متهم اصلی کهریزک شناخته شد

سرانجام پس از چند ماه بررسی، هیات ویژه مجلس برای بررسی ماجرای بازداشتگاه کهریزک عصر یکشنبه گزارش خود را نهایی و به اتفاق آرا تصویب کرد. برای تنظیم این گزارش که امروز چهارشنبه تقدیم رییس مجلس شد، بازدیدهای مختلف از بازداشتگاه‌های نیروی انتظامی صورت گرفت، بازداشت شدگان، عوامل انتظامی، مقامات قضایی گفتگو و مصاحبه انجام شده‌است. به گزارش الف، گزارش هیات تحقیق و تفحص مجلس، تقصیر اصلی را متوجه سعید مرتضوی؛ دادستان سابق تهران  که  به دستور رییس وقت قوه قضاییه اختیار بازداشتگاه کهریزک را بر عهده داشته‌است، می‌داند. به گزارش الف دستور اعزام بازداشت شدگان ۱۸ تیرماه ۸۸ به کهریزک را مرتضوی شخصا صادر کرده بود. در اثر رفتارهای خشونت بارماموران با بازداشت شدگان، محیط غیربهداشتی و ضرب و شتم بازداشتی‌ها به دست ماموران و زندانیان شرور تحت امرشان؛ سه جوان به اسامی محسن روح‌الامینی، امیر جوادی‌فر و محمد کامرانی جان باختند. سازمان قضایی نیروهای مسلح در بیست و هفتم آذرماه در اطلاعیه‌ای کشته شدن سه نفر از دستگیر شدگان در بازداشتگاه کهریزک را قتل عمد به دلیل ضرب و جرح دانسته و از مجرم شناخته شدن ۱۲ نفر از متهمان در پرونده کهریزک خبر داده بود. سعید مرتضوی به درخواست دولت از قوه قضائیه به قوه مجریه منتقل و از امروز مسئول ستاد مبارزه با قاچاق کالا و ارز شده‌است. الف
- «گزارش کمیته حقیقت‌یاب مجلس درباره حوادث پس از انتخابات آماده شده‌است»

کاظم جلالی، سخنگوی کمیته حقیقت‌یاب مجلس شورای اسلامی برای بررسی حوادث پس از انتخابات ریاست جمهوری می‌گوید که گزارش نهایی این کمیته آماده شده و روز چهارشنبه به علی لاریجانی ارائه می‌شود تا در باره نحوه قرائت آن تصمیم‌گیری شود. در تابستان سال جاری و پس از شدت گرفتن اعتراض‌ها به نتایج انتخابات ریاست جمهوری در ایران، علی لاریجانی، رییس مجلس شورای اسلامی چند تن از نمایندگان مجلس را در قالب یک کمیته ویژه تحقیق مامور بررسی حوادث پس از انتخابات کرده بود. در جریان سرکوب خشونت‌آمیز تظاهرات معترضان به نتایج انتخابات ریاست جمهوری در ایران توسط نیروهای امنیتی و لباس‌شخصی دهها نفر کشته و بیش از پنج هزار نفر نیز بازداشت شده‌اند که بسیاری از آنها همچنان در بازداشتگاه‌ها به سر می‌برند. با این حال با گذشت حدود هفت ماه از انتخابات ریاست جمهوری و در حالی که اعتراض‌ها به نتایج این انتخابات همچنان ادامه دارد، ارائه گزارش کمیته بررسی حوادث پس از انتخابات بارها به تاخیر افتاده‌است. رادیو فردا
- باراک اوباما از نابسامانی در دستگاههای اطلاعاتی آمریکا انتقاد کرد

باراک اوباما، رئیس جمهور آمریکا، بعدازظهر روز سه شنبه پس از نشست ویژهٔ اعضای ارشد دولت و مسئولان سازمان‌های اطلاعاتی و امنیتی آمریکا در کاخ سفید تاکید کرد: «اطلاعات لازم برای مقابله با حملات تروریستی در سازمان‌های اطلاعاتی آمریکا وجود دارد، اما کار این سازمان‌ها در مرتبط ساختن داده‌ها نابسامان بوده‌است.» اوباما با اشاره به تلاش یک تبعه نیجریه برای انفجار هواپیمای مسافربری  بر فراز شهر دیترویت  و ناکامی دستگاه‌های اطلاعاتی آمریکا در پیشگیری از وقوع این امر گفت: «در گردآوری اطلاعات مشکلی وجود نداشت، مشکل ترکیب و درک اطلاعاتی بود که ما در اختیار داشتیم. اطلاعات وجود داشت و همه تحلیل‌گران و کارشناسان به آن دسترسی داشتند. قبول دارم که اطلاعات ماهیتأ کامل و مطلق نیست، اما روشن است که اطلاعات موجود به درستی تحلیل نشده بود». باراک اوباما تصریح کرد: «این قابل قبول نیست و من چنین چیزی را تحمل نخواهم کرد.» رادیو فردا
- بازداشت گسترده دانشجویان در شهر مشهد

منابع دانشجویی اعلام کرده‌اند که بیش از ۸۰ دانشجو در مشهد در بازداشتگاه‌های اطلاعات و پلیس امنیت این شهر به‌سر می‌برند.
این دانشجویان جزو ده‌ها دانشجویی هستند که در روزهای اخیر در شهر مشهد بازداشت شده‌اند. مقام‌های قضایی این شهر برای آزادی گروهی از این دانشجویان، وثیقه‌هایی ۱۰۰ میلیون تومانی در نظر گرفته‌اند. آن‌طور که خبرنامه امیرکبیر گزارش کرده‌است، پس از حمله نیروهای لباس شخصی به تجمع اعتراض‌آمیز دانشجویان دانشگاه آزاد مشهد (نهم و دهم دی ماه)، بیش از ۲۵۰ دانشجو دستگیر شده‌اند. یکی از دانشجویان آزاد شده به این خبرنامه گفته که دانشجویان بازداشتی در شرایط نامناسبی به‌سر می‌برند و از سوی بازجویان، مورد ضرب و شتم قرار گرفته و تحت فشار شدید قرار دارند. رادیو زمانه
- ده ایرانی در چین به اعدام محکوم شدند

ده ایرانی به جرم حمل جداگانه چهار تا هفت کیلو مواد مخدر در چین به اعدام محکوم شده‌اندروزنامه جام جم
- ایران کناره گیری دیپلمات ایرانی را تکذیب کرد

پس از پخش خبر مصاحبه یک دیپلمات ایرانی با یک شبکه تلویزیونی نروژ مبنی بر کناره گیری این دپپلمات به علت رفتار حاکمان ایران با معترضان در طول هفته  کریسمس ،ایران این خبر را تکذیب واعلام کرد که ماموریت دیپلمات مذکور پایان یافته است.واشنگتن پست

## ۷ ژانویه ۲۰۱۰
- پنج نفر از متهمان عاشورا به اتهام محاربه محاکمه می‌شوند

پرونده پنج نفر از متهمان حوادث روز عاشورا در تهران به دادگاه انقلاب اسلامی ایران ارسال شده و این افراد به‌زودی به اتهام «محاربه» در دادگاه محاکمه خواهند شد. بر اساس قوانین جزای اسلامی در ایران، مجازات محاربه اعدام است. به گزارش روز پنج‌شنبه خبرگزاری‌های ایران به نقل از دادسرای عمومی و انقلاب اسلامی تهران، کیفرخواست این پنج نفر بر اساس «گزارش مامورین، تکمیل تحقیقات و اقرار صریح متهمان» آماده و به دادگاه فرستاده شده‌است. به دنبال حوادث عاشورا، روزنامه اعتماد هفته گذشته در گزارشی از جلسه غیرعلنی مجلس اعلام کرد که غلامحسین محسنی اژه‌ای، دادستان کل کشور، در میان نمایندگان مجلس از اعدام قریب‌الوقوع «حداقل سه تن» از دستگیرشدگان روز عاشورا سخن گفته‌است. رادیو فردا
- روح الله حسینیان از نمایندگی مجلس استعفا کرد

روح‌الله حسینیان، نماینده اصولگرای تهران در مجلس شورای اسلامی و از حامیان محمود احمدی نژاد در نامه‌ای به هیئت رئیسه مجلس، از نمایندگی استعفا کرده‌است.  حسینیان در این نامه نوشته که دوازده سال است در حال مبارزه با اصلاح طلبان بوده اما امروز بیش از هرزمانی احساس سرخوردگی می‌کند، چون هر اقدامی را برای سرکوبی اصلاح طلبان آغاز کرده، «پارلمان تاریست‌های حرفه‌ای» نقش برآب کرده‌اند. وی همچنین گفته‌است نیروهای بسیج و انتظامی به «بهانه‌های مختلف در دادگاههای نظامی مورد تحقیر و ظلم قرار گرفته‌اند.» حسینیان همچنین افزوده «کسانی در دفاتر مسئولان نظام جمهوری اسلامی حاکم شده‌اند که ۱۸۰ درجه با رهبری زاویه دارند.» رادیو فردا
- به رغم تکذیب وزارت خارجه جمهوری اسلامی، کنسول ایران در نروژ استعفا کرده است

گزارش‌ها حاکی است به رغم تکذیب وزارت خارجه جمهوری اسلامی، محمدرضا حیدری، کنسول ایران در نروژ، در اعتراض به سیاست‌های دولت، از سمت خود کناره گیری کرده‌است. پیشتر این خبر از سوی یکی از شبکه‌های تلویزیونی نروژ اعلام شده بود که سخنگوی وزارت خارجه جمهوری اسلامی آن را تکذیب کرد و گفت ماموریت حیدری به پایان رسیده و قرار است به تهران برگردد. خبرگزاری رویترز اما می‌گوید آقای حیدری در گفت وگو با تلویزیون ان آر کی (NRK) نروژ، این مسئله را تایید کرده و دلیل آنرا «کشتار، زندانی کردن و قتل و تجاوز به جوانان ایران» توسط دولت، خوانده‌است. رادیو فردا

## ۸ ژانویه ۲۰۱۰
- تیراندازی لباس‌شخصی‌ها به خودروی مهدی کروبی و همراهان‌اش در قزوین

در تجمع هواداران دولت در مخالفت با حضور مهدی کروبی در قزوین به سوی اتومبیل کروبی تیراندازی شد اما به وی آسیبی نرسید. طی این حادثه لباس‌شخصی‌ها با تیراندازی به خودروی حامل کروبی و همراهان‌اش شیشه‌های اتومبیل ضدگلوله وی را شکستند. بی‌بی‌سی فارسی وب‌گاه سرخط ،خبرگزاری فرانسه ،سی ان ان
- حمله مسلحانه به اتوبوس حامل بازیکنان تیم ملی فوتبال توگو

اتوبوس حامل بازیکنان تیم ملی توگو که برای شرکت در مسابقات جام ملت‌های آفریقا در آنگولا به سر می‌برند مورد حمله مردان مسلح قرار گرفت.در جریان این حمله که با مسلسل‌های سبک انجام شد راننده اتوبوس کشته شده و دو تن از بازیکنان نیز زخمی شدند.خبر آن لاین

## ۹ ژانویه ۲۰۱۰
- علی خامنه‌ای: از حرکت خودسرانه پرهیز کنید

آیت الله علی خامنه‌ای رهبر ایران در دیدار جمعی از مردم قم با تاکید «قاطعیت» در برخورد با آنچه «عوامل فتنه» خواند، از همه خواست تا از «حرکت خودسرانه» پرهیز کنند. وی از دستگاههای مسئول خواست که در برخورد با حوادث بعد از انتخابات بر اساس «قانون» عمل کنند و افزود: «افرادی که مسئولیت و وظیفه قانونی ندارند نباید در این قضایا دخالت کنند.» رهبر ایران در عین حال از مسئولان قوای سه گانه خواست که «وظایف خود را در مقابل مفسدان و اغتشاشگران به خوبی انجام دهند.» وی در سخنان خود از راهپیمایی روز نهم دی حامیان دولت به عنوان «حماسه بزرگ» یاد کرد و «حکومتی خواندن تظاهراتها» را «تبلیغات غلط و مغرضانه رسانه‌های بیگانه» خواند. خامنه‌ای با اشاره به وقایع روز عاشورا و «آزردگی و خشم» جوانان و بسیجیان هشدار داد که «دلهای همه مردم از این بی حرمتی به درد آمده‌است اما همه باید مراقب باشیم که با کارهای بی رویه، به فتنه انگیزی دشمن کمک نکنیم.» بی بی سی فارسی
- «آمریکا درصدد تحریم عوامل سرکوب مخالفان در ایران است»

روزنامه وال استریت جورنال به نقل از مقام‌های آمریکایی گزارش داده‌است که کاخ سفید درصدد اعمال تحریم‌های تازه مالی علیه نهادها و افرادی است که به طور مستقیم در سرکوب مخالفان نقش داشته‌اند. به نوشته این روزنامه، دولت باراک اوباما به طور روز افزون به مسئله ثبات بلند مدت حکومت ایران و یافتن شیوه‌های حمایت از «جنبش سبز ایران» توجه کرده‌است. وال استریت جورنال می‌افزاید کارشناسان امور راهبردی خزانه‌داری آمریکا پیش از این نیز بر روی سپاه پاسداران که پشتوانه نظامی و اقتصادی آیت‌الله خامنه‌ای و محمود احمدی‌نژاد، رهبر و رئیس جمهوری ایران، هستند، تمرکز داشته‌اند. رادیو فردا
- دادستان تهران: بهاییان به اتهام سازماندهی حوادث روز عاشورا بازداشت شده‌اند

عباس جعفری دولت آبادی، دادستان تهران، روز جمعه تعدادی از بهائیان بازداشت شده در روزهای اخیر را متهم کرده‌است که در «سازماندهی» حوادث روز عاشورا و «ارسال تصاویر» این روز به خارج از ایران نقش داشته‌اند. وی در گفت وگو با خبرگزاری جمهوری اسلامی، ایرنا، گفته‌است: «این افراد به دلیل آنکه هم در سازماندهی آشوب‌های روز عاشورا نقش داشتند و هم به دلیل ایفای نقش موثر در ارسال تصاویر این آشوب‌ها به خارج از کشور، دستگیر شده‌اند.» دادستان عمومی و انقلاب تهران می‌گوید که در بازرسی از منزل «برخی از این متهمان بهایی ، اسلحه و تعدادی گلوله جنگی کشف شده‌است». در همین حال دیان علایی، نماینده جامعه جهانی بهایی در سازمان ملل متحد با رد این اظهارات، ضمن «بیگناه خواندن» بهاییان دستگیر شده گفته‌است: «این افراد نه تنها در جریانات و تظاهرات روز عاشورا شرکت نکرده‌اند، بلکه آنها یا جامعه بهایی نیز هیچ گونه سازماندهی برای این حوادث نداشته‌است.» خانم علایی اضافه کرده‌است: «در دیانت بهایی دست زدن به خشونت کاملا ممنوع است، بنابراین امکان ندارد در منزل این اشخاص اسلحه پیداشده باشد». رادیو فردا
- اولین بازی پرسپولیس با مربیگری علی دایی مساوی شد

تیم‌های فوتبال پرسپولیس و ذوب آهن با تساوی در هفته بیست و دوم رقابتهای لیگ برتر این فرصت را به صدرنشین رقابتها دادند تا با پیروزی برابر فولاد فاصله اش را با تعقیب کنندگان بیشتر کند.به گزارش خبرنگار مهر، در آغاز هفته بیست و دوم رقابتهای لیگ برتر از ساعت ۱۵ امروز تیم‌های پرسپولیس و ذوب آهن به قضاوت محسن قهرمانی و در حضور کمتر از ۲۰ هزار تماشاگر به مصاف هم رفتند که جدال دو تیم در پایان با تساوی یک بر یک به پایان رسید.مهر
- حمله به دفتر نماینده ولی فقیه و امام جمعه یزد

بنا بر گزارش‌های رسیده، نیروهای لباس شخصی پس از پایان نماز جمعه این هفته با حمله به دفتر محمدعلی صدوقی، نماینده ولی فقیه در استان یزد و امام جمعه یزد، درب ورودی این دفتر را به آتش کشیدند. پایگاه خبری پارلمان نیوز وابسته به فراکسیون نمایندگان اصلاح‌طلب مجلس شورای اسلامی اعلام کرد، بعد از ظهر روز جمعه «عده‌ای از افراطیون و عوامل خودسر» در دفتر محمدعلی صدوقی، نماینده ولی فقیه در استان یزد و امام جمعه یزد را آتش زدند. محمدعلی صدوقی فرزند آیت‌الله محمد صدوقی امام جمعه یزد در سال‌های اول انقلاب است که در یک عملیات انتحاری کشته شد. وی که از سوی آیت‌الله خمینی به عنوان نماینده ولی فقیه در استان یزد و امام جمعه این یزد برگزیده شده بود، از طرف آیت‌الله خامنه‌ای نیز در این پست ابقا شده‌است. صدوقی همچنین سابقه نمایندگی مردم یزد در مجلس شورای اسلامی و معاونت حقوقی و پارلمانی دولت محمد خاتمی، رییس جمهور پیشین ایران را نیز در کارنامه خود دارد. رادیو فردا
- حذف نامه‌های مردمی از سفرهای استانی رئیس جمهور

طی آخرین تصمیمات صورت گرفته مکانیسم دریافت نامه‌های مردمی در سفرهای استانی رئیس جمهور حذف می‌شود و از این پس اعتباری هم برای پی گیری نامه‌های مردمی تعلق نمی‌گیرد.تنها در دور اول سفرهای استانی دو میلیون و ۲۰۰ هزار نامه به کمیته امداد داده شد و در همان زمان هم دولت حدوداً ۲۵۰ میلیارد تومان اعتبار برای رسیدگی و پاسخگویی به این نامه‌ها اختصاص داد.خبر آن لاین

## ۱۰ ژانویه ۲۰۱۰
- رئیس ستاد مشترک ارتش آمریکا: بمباران تاسیسات اتمی ایران شدنی است

ژنرال دیوید پترائوس، رئیس ستاد مشترک ارتش آمریکا، در یک مصاحبه تلویزیونی اظهار داشت ارتش ایالات متحده «طرح‌های احتیاطی» درباره مواجهه با برنامه اتمی ایران را آماده کرده است و تصریح کرد با وجود تدابیر اتخاذ شده از سوی تهران، تاسیسات هسته‌ای ایران را می‌شود بمباران کرد. پترائوس در مصاحبه با کریسیتن امانپور خبرنگار شبکه سی ان ان ضمن تاکید بر دیپلماسی و وضع تحریم در مواجهه با برنامه اتمی ایران گفت: «اگر ستاد مشترک ارتش آمریکا برای احتمال‌های مختلف نیندیشیده باشد و طرح‌هایی برای احتمالات گوناگون اتخاذ نکرده باشد، تقریبا به معنی واقعی کلمه بی‌مسئولیتی است.» با این حال ژنرال پترائوس در پاسخ به این پرسش که تا چه اندازه تاسیسات اتمی ایران آسیب‌پذیر هستند اظهار داشت که ایران استحکامات این تاسیسات را تقویت کرده و تونل‌های زیرزمینی خود را نیز گسترش داده است؛ وی با این حال تاکید کرد که «تاسیسات اتمی ایران مصون از بمباران نیستند و میزان اثر (بمباران) بستگی به این دارد با چه چیزی این کار انجام پذیرد و از چه مهماتی استفاده شود.» رادیو فردا
- بازداشت ۳۳ نفر از مادران عزادار در تهران

سخنگوى کمپین بین المللى حقوق بشر در ایران، نزدیک به ۳۳ تن از مادران عزادار و حامیان آنها عصر روز شنبه توسط نیروى انتظامى و لباس‌شخصى‌ها در پارک لاله تهران و خیابان‌های اطراف بازداشت شده‌اند. به گفته هادى قائمى، سخنگوى کمپین  بسیارى از مادران بازداشت‌شده سن بالایى دارند و ۹ نفر از آنها پس از بازداشت به دلیل بیمارى‌هاى مختلف به بیمارستان منتقل شده و برخى از آنها حتى شب را در اوژانس بیمارستان سپرى کرده و صبح روز یکشنبه به بازداشتگاه وزرا منتقل شده‌اند. همچنین به گفته یک شاهد عینی: «حدود ۷۰ نفر از مادران در پارک بودند که نیروهاى امنیتى دنبال مادرها کرده و آنها را به خارج از پارک منتقل کردند. تعدادى فرار کردند و تعدادى را هم که ۳۰ نفر مى‌شدند، بازداشت کردند و به زور سوار ون‌هاى انتظامى کردند». به گفته این شاهد عینى ماموران انتظامى و لباس شخصى هنگام بازداشت مادران عزادار به «خشونت» متوسل شده و «یکى از مادران که ۷۵ سال سن دارد به بیمارستان منتقل شده است». رادیو فردا
- محمود احمدی‌نژاد لایحه برنامه پنجم توسعه را به مجلس تحویل داد.

به گزارش «خدمت»، محمود احمدی‌نژاد، رئیس جمهور ایران  در جلسه علنی امروز یک‌شنبه لایحه برنامه پنجم توسعه را به مجلس تحویل داد. همچنین احمدی‌نژاد با شفاف عملیاتی خواندن لایحه برنامه پنجم ۸ نسخه از این لایحه را به مجلس تحویل داد. بعد از تحویل لایحه برنامه پنجم پنجساله توسعه به مجلس و اعلام وصول آن این لایحه وارد دستور کار کمیسیون‌های مشترک و کمیسیون تلفیق مجلس می‌شود و تقریبا به فاصله ۱۵ روز از زمان ارائه لایحه برنامه پنجم پنجساله توسعه، لایحه بودجه سال ۸۹ نیز از سوی رئیس‌جمهور به هیئت رئیسه مجلس ارائه خواهد شد که در ۷۰ روز باقیمانده از سال جاری بایستی این دو لایحه در مجلس بررسی شود. سرخط
- مجلس مرتضوی را مسئول انتقال بازداشت‌شدگان به کهریزک معرفی کرد

کمیته ویژه مجلس شورای اسلامی، در گزارش خود در مورد حوادث پس از انتخابات که روز یکشنبه در صحن علنی مجلس ارائه شد، تأکید کرد که انتقال بازداشت‌شدگان ۱۸ تیر به بازداشگاه کهریزک، با «دستور و اصرار» دادستان وقت تهران، سعید مرتضوی، صورت گرفته و دستگاه قضایی باید در این زمینه پاسخگو باشد. در گزارش کمیته ویژه مجلس ضمن رد آزار جنسی بازداشت‌شدگان کهریزک، به مورادی از آزار بازداشت‌شدگان، از جمله «زندانی شدن ۱۴۷ نفر در یک مساحت کم، نبود تهویه، فقدان آب و غذای مناسب، شنیدن فحش‌های رکیک، کلاغ‌پر رفتن همراه با ضرب و شتم، ‌همجواری با اراذل و اوباش، و تحقیر شدن» اشاره شده است. گزارش کمیته ویژه مجلس به ضمیمه نامه‌ای با امضای علاءالدین بروجردی، رئیس کمیسیون امنیت ملی مجلس، ارائه شد و کاظم جلالی،‌ عضو کمیسیون امنیت ملی که در این کمیته عضویت دارد، آن را در صحن علنی قرائت کرد. رادیو فردا متن كامل گزارش كميته ويژه مجلس از ایسنا ایلنا
- چین به بزرگترین صادرکننده جهان بدل شد

بنا بر گزارش ها علیرغم میزان پایین تقاضا، چین با رشد ۱۷.۷ درصدی و با پشت سر گذاشتن آلمان، لقب بزرگترین صادر کننده ی جهان را به خود اختصاص داد. رسانه های چین امروز اعلام کردند میزان کل صادرات این کشور در سال ۲۰۰۹ میلادی، معادل ۱.۲ تریلیون دلار بوده است. این درحالیست که رقم تخمین زده شده برای میزان صادرات آلمان، ۱.۱ تریلیون دلار برآورده شده بود. رشد صادرات چین در حالی رخ می دهد که این کشور پس از ۱۳ ماه رکود مداوم، افزایش در میزان صادرات را شاهد بوده است. اتاق بازرگانی آلمان پیشتر پیش بینی کرده بود که امسال، جایگاه برتر خود در عرصه ی صادرات را از دست خواهد داد.  رادیو فردا

## ۱۱ ژانویه ۲۰۱۰
- احضار کاردار سفارت فلسطین در تهران به وزارت امور خارجه

در پی انتشار متن سخنرانی رئیس سازمان مجاهدین خلق) در سایت مرکز الاعلام و المعلومات الوطنی (وابسته به خودگردان فلسطین)، محمد جوهیر کاردار این سفارت در تهران به وزارت امور خارجه احضار و مراتب اعتراض شدید جمهوری اسلامی ایران به این اقدام توسط رئیس اداره خاورمیانه وزارت امور خارجه به او ابلاغ شد.سرخط به نقل از ایلنا
- صمد مرفاوی از سرمربیگری استقلال استعفا کرد

صمد مرفاوی سرمربی تیم فوتبال استقلال پس از آنکه در ماه‌های گذشته تحت فشار برخی انتقادات قرار داشت و مورد حمایت باشگاه قرار گرفت، صبح دوشنبه و به دنبال توهین روز یکشنبه برخی هواداران به مدیرعامل باشگاه استقلال از سمت خود استعفا کرد.سرخط به نقل از مهر+جزئیات بیشتر
- دو سناتور آمریکایی: فروپاشی حکومت ایران آغاز شده است

جان مک کین و جو لیبرمن دو سناتور با نفوذ آمریکایی روز یکشنبه با اشاره به رویدادهای پس از انتخابات ایران، اظهار داشتند که جمهوری اسلامی وارد مرحله فروپاشی شده‌است و روزهای عمر حکومت ایران به شماره افتاده‌است. مک کین که به همراه جو لیبرمن به خاورمیانه سفر کرده‌است در مصاحبه با شبکه سی ان ان گفت: «اگر حکومت ایران بخواهد توجه مردم را از وضع داخلی به رویارویی بیشتر با اسرائیل منحرف کند» ممکن است ایجاد خطر کند.» سناتور جو لیبرمن نیز که در این برنامه حضور داشت، با تایید اظهارات سناتور مک کین گفت که اعتراض‌های اخیر در ایران می‌تواند دال بر «آغازی بر پایان رژیم سرکوبگر افراطی تهران باشد.» وی افزود: «به نظر من ما باید هرکاری از دستمان برمی‌آید انجام دهیم، نه فقط اینکه برای ساخت سلاح اتمی ایران را تحریم اقتصادی کنیم، بلکه باید از مردم ایران پشتیبانی کنیم و علیه نقض حقوق بشر و سرکوب هولناک تظاهرات‌کنندگان و آزادی صرف شهروندان عادی ایران فریاد برآوریم.» لیبرمن اعتراض‌های مردم و «جنبش سبز ایران» را بسیار مهم ارزیابی کرد و این اعتراض‌ها سرآغاز خاتمه آن چه او «رژیم افراطی ستمگر در تهران» توصیف کرد، دانست. بی بی سی فارسی، رادیو فردا
- بی‌خبری از دانشجویان بازداشتی و اعتراض استادان علم و صنعت

کمپین بین‌المللی حقوق بشر در ایران روز دوشنبه با انتشار بیانیه‌ای اعلام کرد که از وضعیت تعدادی از فعالان مدنی و دانشجویی که در آذرماه در شیراز بازداشت شده‌اند، هیچ اطلاعاتی در دسترس نیست و امنیت جانی و سلامتی آنها در خطر است. ۵۶ تن از استادان دانشگاه علم و صنعت تهران نیز روز یک‌شنبه در نامه‌ای سرگشاده به ریاست این دانشگاه به برخوردهای صورت گرفته با دانشجویان این دانشگاه اعتراض کردند. در نامه این ۵۶ استاد به صدور احکام انضباطی سنگین و همچنین احضارهای گسترده دانشجویان به کمیته انضباطی و نیز ورود غیرقانونی «افراد غیردانشگاهی» به دانشگاه علم و صنعت و ضرب و شتم دانشجویان توسط آنان اعتراض شده‌است . رادیو فردا
- اقلیت مجلس ایران: گزارش کمیته ویژه ناقص است

فراکسیون اقلیت مجلس شورای اسلامی انتشار گزارش کمیته ویژه مجلس در مورد حوادث پس از انتخابات را گامی مثبت، اما ناقص دانست. داریوش قنبری، سخنگوی فراکسیون اقلیت مجلس روز یکشنبه ۲۰ دی گفت: «از نظر فراکسیون خط امام، این گزارش شمولیت لازم را ندارد، ناقص تهیه شده‌است، موارد مهم دیگری که می‌بایست به اطلاع مردم می‌رسید در این گزارش نیامده و انتظارات ما بسیار بیشتر از آن چیزی بود که امروز قرائت شد». قنبری به عنوان نمونه گفت که حادثه حمله به کوی دانشگاه و مجتمع سبحان، حمله به خانه‌های نمایندگان مجلس و مرگ «مشکوک» پزشک بازداشتگاه کهریزک در گزارش کمیته ویژه مورد بررسی قرار نگرفته‌است. بی بی سی فارسی

## ۱۲ ژانویه ۲۰۱۰
- مرتضی حاجی آزاد شد

مرتضی حاجی ،مدیر عامل بنیاد باران و وزیر سابق  آموزش و پرورش که هفتم دی ماه بازداشت شده بود، عصر امروز آزاد شد.خبر آن لاین
- آمریکا اتهام دست داشتن در «ترور» استاد دانشگاه را «مضحک» خواند

وزارت خارجه ایالات متحده روز سه‌شنبه در واکنش به اتهام جمهوری اسلامی مبنی بر دست داشتن آمریکا و اسرائیل در «ترور» استاد دانشگاه تهران که صبح سه‌شنبه در قیطریه تهران اتفاق افتاد این اتهام را «مضحک و بی‌معنی» خواند.  مارک تونر، سخنگوی وزارت امور خارجه آمریکا، در پاسخ به مقام وزارت خارجه ایران اعلام کرد که «اتهام دخالت آمریکا [در این رخداد] مضحک و بی‌معنی است». وزارت خارجه جمهوری اسلامی روز سه‌شنبه در واکنشی سریع به خبر مرگ استاد دانشگاه تهران در اثر انفجار در منطقه قیطریه تهران «عوامل صهیونیستی و مزدوران آمریکا» را مسئول این «رخداد تروریستی» معرفی کرده و آن را به‌شدت محکوم کرده بود. در همین حال خبرگزاری فارس در خبری دیگر گفت که انجمن پادشاهی ایران با انتشار اطلاعیه‌ای مسئولیت «ترور» آقای علی‌محمدی را بر عهده گرفته‌است. انجمن پادشاهی ایران در واکنش به این خبر در اطلاعیه‌ای این اقدام را تکذیب کرد و در مقابل «سازمان اطلاعات جمهوری اسلامی» را مسئول «شبیه‌سازی» وب‌سایت خود و صدور اطلاعیه به نام این انجمن معرفی کرد. رادیو فردا
- استاد فیزیک دانشگاه تهران ترور شد

مسعود علی‌محمدی استاد فیزیک دانشگاه تهران در هنگام خروج از خانه‌اش در قیطریه در اثر انفجار یک بمب کنترل از راه دور کشته شد.در مورد سوابق مسعود محمدی و علل و عوامل احتمالی ترور او هنوز جزئیات بیشتری در دست نیست. آقای علی‌محمدی دانش‌آموخته دکترای فیزیک با گرایش ذرات بنیادی در دانشگاه صنعتی شریف بود و از سال ۱۳۷۴ در گروه فیزیک دانشگاه تهران، کوآنتوم مکانیک و الکترومغناطیس تدریس می‌کرد. وی همچنین عضو وابسته پژوهشکده دانش‌های بنیادی ایران بود. نام این استاد دانشگاه تهران در «پایگاه اطلاع‌رسانی دانشگاهیان حامی میرحسین موسوی» در میان نام استادانی آمده‌است که دو روز پیش از انتخابات ریاست جمهوری از نامزدی آقای موسوی برای مقام ریاست جمهوری ایران حمایت کرده‌اند. صفرعلی براتلو، سرپرست معاونت امنیتی استانداری تهران، در خصوص انفجار منجر به کشته‌شدن این استاد دانشگاه تهران گفت که این انفجار در ساعت ۷:۳۰ صبح سه‌شنبه در منطقه قیطریه تهران تهران رخ داده‌است. به گفته منابع داخل ایران، شدت این انفجار به حدی بوده که شیشه‌های ساختمان‌های اطراف محل انفجار نیز شکسته‌است. بی‌بی‌سی فارسی، رادیو فردا

## ۱۳ ژانویه ۲۰۱۰
- حمايت ۵۴ استاد دانشگاه و روشنفکر خارج از ايران از راهکارهای موسوی برای خروج از بحران

اساتيد دانشگاه ها، روشنفکران و کنشگران سياسی خارج از ايران با انتشار نامه ای از بيانيه شماره هفدهم ميرحسين موسوی حمايت کرده و آن را «گامی در راستای انسجام جنبش سبز» در ایران دانسته اند. در اين بيانيه که با امضا ۵۴ نفر از اساتيد دانشگاه ها، روشنفکران و کنشگران سياسی خارج از ايران منتشر شده، آمده است: «موسوی در اين بيانيه، با پرهيز از طرح مباحث عام و تجريدی، يک پلاتفرم سياسی حداقلی، با مطالبات مشخص از حکومت، ارائه کرده است.» ارواند آبراهامیان، داریوش آشوری، ژانت آفاری، تورج اتابکی، مهرزاد بروجردی، علی بنو عزیزی، مازیار بهروز، میثاق پارسا، حمید دباشی، ابراهیم سلطانی، علی میرسپاسی، عباس میلانی، و حسن یوسفی اشکوری از جمله امضا کنندگان اين بيانيه هستند. امضا کنندگان در توضيح خواسته های خود گفته اند که «خواهان دگرگونی ساختاری دموکراتيک، دفاع از حقوق تمامی شهروندان با هر ايمان، آرمان، ايدئولوژی، قوميت، و جنسيت، و به ويژه جدایی دين از حکومت هستند.» از منظر امضا کنندگان اين بيانيه، «برجسته ترين وجه» بيانيه ميرحسين موسوی «چهار بند مربوط به انتخابات آزاد و پيش شرط های برگزاری آن، از جمله آزادی زندانيان سياسی، آزادی مطبوعات و رسانه ها، و تاکيد بر حق تشکيل احزاب و برگزاری اجتماعات است.» و می‌افزایند: بيانيه مير حسين موسوی «بسيار به هنگام صادر شده و توانسته، دست کم برای مدتی، در بلوک قدرت شکاف ايجاد کند و پروژه خشونت ورزانه آنها را به تعويق اندازد.» رادیو فردا
- واکنش‌ها به ترور «مسعود علی‌محمدی»، استاد فیزیک

اکبر هاشمی رفسنجانی در پیام تسلیتی ترور مسعود علی‌محمدی عضو هیات علمی دانشکده فیزیک دانشگاه تهران را «شهادت مظلومانه» خواند و آنرا نشانی از آغاز خط تازه توطئه علیه نظام اسلامی برشمرد. محمد خاتمی هم در پیامی خطاب به همسر مسعود علی محمدی، مرگ او را تسلیت گفت. در حالیکه وبسایت دانشگاه تهران رشته تخصصی این استاد فیزیک را ذرات بنیادین ذکر کرده و سازمان انرژی اتمی ایران هر نوع ارتباط استخدامی او با این سازمان را تکذیب کرده است، علی لاریجانی، رئیس مجلس در سخنان خود در روز چهارشنبه از وی با عنوان «فیزیکدان اتمی برجسته» یاد کرد و آنرا اقدام آمریکا و اسرائیل برای لطمه زدن به کارهای تحقیقاتی هسته ای این کشور قلمداد کرد. پس از انتشار خبر ترور مسعود علی محمدی، رسانه های داخلی وابسته به دولت از جمله رادیو و تلویزیون دولتی، از او به عنوان یک دانشمند هسته ای انقلابی و متعهد به نظام ولایت فقیه نام بردند و قتل او را به «ضد انقلاب و استکبار» نسبت دادند. در همانحال، سایت های اینترنتی منتقد دولت، خبر داده اند که علی محمدی از طرفداران میرحسین موسوی، نامزد اصلاح طلب انتخابات، و حرکت اعتراضی موسوم به جنبش سبز بود و این نظر در مقاله ای به قلم یکی از فعالان اصلاح طلب که در سایت کلمه انتشار یافته مورد تاکید قرار گرفته است. بی بی سی 1، بی بی سی 2
- علی مطهری خواستار لغو مصونیت قضایی سعید مرتضوی و محاکمه وی شد

به دنبال انتشار گزارش کمیته ویژه مجلس شورای اسلامی برای بررسی رویدادهای پس از انتخابات در ایران، علی مطهری، یکی از نمایندگان مجلس با انتشار نامه‌ سرگشاده‌ای، از رئیس قوه قضاییه جمهوری اسلامی ایران خواسته است که با لغو مصونیت قضایی سعید مرتضوی راه را برای رسیدگی به «اتهام‌های وی» هموار سازد. علی مطهری که در روزهای اخیر به دلیل انتقادهایش از رییس جمهور ایران از سوی حامیان دولت به شدت مورد حمله قرار گرفته است، در نامه سرگشاده خود از این که محمود احمدی‌نژاد «علیرغم اطلاع از اتهامات» سعید مرتضوی، وی را به این سمت منصوب کرده، ابراز تاسف کرده و افزوده است: «آقای سعید مرتضوی متهم به ارتکاب جرایمی گردیده است که طبق قانون باید در یک مرجع قضایی ذی‌صلاح و خارج از نوبت رسیدگی شود.» رادیو فردا
- زمین‌لرزه در هائیتی خسارات سنگینی برجای گذاشته‌است

در پی وقوع زمین لرزه‌ای به بزرگای ۷ درجه ریشتر در هائیتی، هزاران نفر بی خانمان شده‌اند و انتظار می‌رود شمار زیادی جان خود را از دست داده باشند. هزاران ساختمان و بنای مسکونی در «پورتو پرنس» پایتخت و اطراف آن ویران شده‌است.
زمین لرزه هائیتی با پس‌لرزه‌های شدیدی همراه بود. رادیو فردا

## ۱۴ ژانویه ۲۰۱۰
- روح‌الله حسینیان استعفای خود را پس‌گرفت

روح‌الله حسینیان، نماینده اصول‌گرای تهران در مجلس روز گذشته تقاضای استعفای خود از نمایندگی مجلس را پس گرفت. این نماینده مجلس، هفدهم دی‌ماه در نامه‌ای به هیئت رئیسه مجلس، از نمایندگی استعفا کرده و از «مرگ سیاسی» خود خبر داده بود. به گفته حمید رسایی، دیگر نماینده حامی دولت وقت در مجلس، روح الله حسینیان در پی دیدار با یک «مقام بلندپایه» استعفای خود را پس گرفته‌است. روزنامه اعتماد نیز از دیدار روز گذشته روح‌الله حسینیان با آیت‌الله خامنه‌ای، رهبر جمهوری اسلامی ایران خبر داده‌است. بنا به این گزارش آقای حسینیان پس از «وعده به حامیان محمود احمدی‌نژاد برای اعلام انصراف از استعفایش» صبح دیروز به دیدار رهبر جمهوری اسلامی ایران رفت. اعضای فراکسیون انقلاب مجلس موضوع دیدار آقای حسینیان با آیت‌الله خامنه‌ای را «دفاع از جایگاه خود و هم‌فکرانش در مجلس و دولت و خبر انصرافش از استعفا در مجلس هشتم» اعلام کرده‌اند. رادیو زمانه
- صدها هزار کشته و زخمی در زمین‌لرزه هائیتی

مقامات رسمی شمار تلفات زمین‌لرزه روز چهارشنبه هائیتی را «بیش از صد هزار تن» برآورد کرده‌اند. زمین‌لرزه‌ای که در نزدیکی پرتو پرنس، پایتخت این کشور روی داد در ۲۰۰ سال اخیر بی‌سابقه بوده‌است. برآوردهای اولیه نشان می‌دهد که در پی این زلزله، در حدود ۳ میلیون نفر دچار خسارت شده‌اند. به گزارش رسانه‌ها، فرودگاه پرتو پرنس، پایتخت این کشور، امروز پنج‌‍شنبه به‌روی بنیادهای نیکوکاری بین‌المللی باز شده‌است. تا امروز، چند هواپیمای امدادرسان آمریکایی و یک تیم ۵۰-نفره چینی وارد پورتو پرنس شده‌اند. بنا بر گزارش‌ها، هواپیماهای امدادرسان دیگری از اتحادیه اروپا، کانادا، روسیه و کشورهای آمریکای لاتین در راه هائیتی هستند. بانک جهانی ۱۰۰ میلیون دلار را برای کمک فوری به بحران هائیتی اختصاص داده‌است و سازمان ملل اعلام کرده است که 10 میلیون دلار را فورا به این امر اختصاص داده است. رادیو زمانه، رادیو فردا
- دیده بان حقوق بشر خواستار برکناری مرتضوی از مقام معاون دادستان کل کشور شد

دیده‌بان حقوق بشر با صدور بيانيه اى از مقام هاى قضايى جمهورى اسلامى ايران خواست تا سعید مرتضوی را از معاونت دادستان كل كشور «خلع» كرده و كميته مستقلى را براى بررسى «نقش او و ساير مقام هاى ارشد در موارد متعدد نقض حقوق بشر كه دستكم به سال ۲۰۰۰ باز مى گردد ايجاد كند.» معاون بخش خاورميانه و شمال آفريقاى این نهاد حقوق بشری، مى گويد: «دلايلى وجود دارد كه نشان مى دهد در كنار مرتضوى سايرين نيز مسئول حوادث هولناك كهريزك بوده اند.» ديده بان حقوق بشر در اين زمينه به اظهارات حميد رضا كاتوزيان، نماينده مجلس شوراى اسلامى ايران، اشاره كرده است كه گفته بود: «در اوايل اوت، اسماعيل احمدى مقدم، فرمانده نيروى انتظامى گزارش هاى روزانه اى از زندان كهريزك دريافت كرده و به اين ترتيب او نيز مسئول وقايع اين بازداشتگاه است.» اين نهاد در بيانيه خود كارنامه سعيد مرتضوى در سال هاى گذشته را مرور كرده و وى را مسئول بستن دهها روزنامه، دستگيرى فعالان سياسى و مدنى و قتل زهرا کاظمی، خبرنگار ايرانى – كانادايى معرفى كرده است. رادیو فردا
- رییس قوه قضائیه:موج ترجمه کتاب غربی باید مهار شود

صادق آملی لاریجانی ،رئیس قوه قضائیه جمهوری اسلامی ایران با اشاره به افزایش ترجمه کتاب‌های فلسفی به فارسی گفت: باید موج ترجمه کتاب‌های غربی در کشور مهار شود. وي در دومین جشنواره علامه حلی در قم، با بيان اينكه مسير ترجمه كتاب‌هاي غربي در كشور باز شده است و در اين ميان برخي كتاب‌هاي كاملا بي‌ارزش كه فاقد مباحث توليد علم هستند به فارسي ترجمه مي شوند، بيان كرد: «اينگونه كتاب‌ها حرف‌هاي ديگران را با رنگ و لعاب جديد بيان مي‌كنند اما پژوهشگر حوزوي بدون اطلاع از اين موضوع مشغول ترجمه آن مي‌شود.» وی با اشاره به لزوم جهت‌گيري پژوهش‌هاي حوزه‌هاي علميه به منظور پاسخگويي به تمام دنيا اظهار داشت: »حوزه‌هاي علميه بايد از مرزهاي فعلي فراتر بروند و معارف و فرهنگ دنيا را بشناسند.» لاریجانی افزود: «البته برخي كتاب‌هاي مادر و كلاسيك بايد به فارسي ترجمه شوند كه ترجمه همين كتاب‌ها نيز بايد از سوي افراد صاحب‌نظر و توانمند صورت پذيرد.» سرخط به نقل از خبر آن لاین، تابناک

## ۱۵ ژانویه ۲۰۱۰
- گفته‌های ضد و نقیض پیرامون رد صلاحیت جواد اطاعت

در حالی که خبرگزاری فارس به نقل از فرماندار شهرستان زرين دشت مدعی رای نیاوردن جواد اطاعت در انتخابات پیشین مجلس شورای اسلامی شده بود ،نام جواد اطاعت در فهرست منتشر شده نامزدهای اصلاح طلب رد صلاحیت شده در هیات‌های اجرایی و نظارت به چشم می‌خورد.خبرگزاری فارس ،خبر آن لاین
- نیروی انتظامی:اس‌ام‌اس‌ها و ایمیل‌ها کنترل می‌شوند

فرمانده نیروی انتظامی با بیان اینکه ای‌میل‌ها و اس‌ام‌اس‌ها کنترل می‌شود گفت جرم کسانی که تجمعات را ساماندهی می‌کنند بیشتر است.وی ادامه داد ای‌میل‌ها و اس‌ام‌اس‌ها از جایی فرستاده می‌شود که کاملا در کنترل ما قرار دارد ،افزود: تصور نکنند که آنتی پروکسی جلویش را می‌گیرد و این تصور اشتباه را نداشته باشند که کنترل نمی‌شوند چراکه تاکنون در رابطه با آنها نیز مدارا می‌شده‌است.خبر آن لاین
- اتهام محاربه برای یکی از بازداشتی‌های عاشورا

روز جمعه، روابط عمومی دادسرای عمومی و انقلاب تهران اعلام کرد که پرونده‌های شانزده تن از بازداشت شدگان در جریان عزاداری مخالفان دولت در روز عاشورا به دادگاه انقلاب ارسال شده و یکی از این پرونده‌ها شامل اتهام محاربه است.در اطلاعیه روابط عمومی دادسرای تهران آمده‌است که برای این شخص تقاضای مجازات به جرم محاربه شده و اتهام پانزده نفر دیگر شامل اجتماع و تبانی علیه امنیت و فعالیت‌های تبلیغی عله نظام است.بی‌بی‌سی فارسی
- تازه‌ترین آمار زلزله در هائیتی

سازمان ملل متحد می‌گوید شمار قربانیان زلزله هائیتی به ۵۰ هزار نفر و شمار بیخانمان شدگان به ۳۰۰ هزار نفر می‌رسد.سازمان‌های بین المللی امداد رسانی اعلام کرده‌اند تخریب شدید بنادر و مسدود شدن جاده‌ها با آوار زلزله در روند کمک رسانی تاثیر منفی گذاشته‌است.برنامه جهانی غذا وابسته به سازمان ملل متحد گزارش داده‌است بر اثر تخریب گسترده و دشواری دسترسی به نقاط زلزله زده در هائیتی، رساندن غذا به نجات یافتگان زلزله بسیار دشوار است.سازمان ملل امیدوار است بتواند روزانه به ۲ میلیون نفر از مردم هائیتی غذا و آب برساند، اما به دلیل قطع مسیرهای ارتباطی تا بحال تنها امکان تغذیه ۴ هزار نفر میسر شده‌است.بی‌بی‌سی فارسی۱ ،بی‌بی‌سی فارسی۲

## ۱۶ ژانویه ۲۰۱۰
- عدم توافق قدرت های بزرگ درباره تشدید تحریم‌ها علیه ایران

نشست نمایندگان کشورهای گروه «پنج بعلاوه یک» برای بحث در باره مساله‌ هسته‌ای ایران در نیویورک بدون اتخاذ تصمیمی درباره تشدید تحریم‌های بین‌المللی علیه ایران به کار خود پایان داد. به گزارش رویترز، سرگئی ریابکوف، معاون وزیر خارجه روسیه پس از پایان نشست نمایندگان گروه پنج بعلاوه یک در نیویورک در جمع خبرنگاران اظهار داشت: « ما هیچ تصمیمی در این نشست نگرفتیم.» بر اساس این گزارش نمایندگان پنج کشور عضو دایم شورای امنیت سازمان ملل متحد به همراه آلمان در نشست روز شنبه خود که پشت درهای بسته تشکیل شد، عمدتاً در باره تشدید تحریم‌های جهانی علیه ایران بحث کرده‌اند. پیشتر خبرگزاری‌ها به نقل از منابع دیپلماتیک اعلام کرده بودند، حضور نماینده دون‌پایه چین در گفت و گوهای نیویورک عملاً احتمال دستیابی به توافقی را در باره تشدید تحریم‌ها علیه ایران منتفی کرده است. هر چند مقام‌های چینی تاکنون در این زمنیه اظهار نظر نکرده‌اند، اما به گفته دیپلمات‌های غربی، شرکت چین در سطح پایین‌تر از مخالفت این کشور با تشدید تحریم‌ها علیه ایران حکایت می‌کند. رادیو فردا
- شکایت بی‌بی‌سی فارسی از ایران

بخش فارسی بی‌بی‌سی ضمن اعلام این نکته که مطابق تحقیقات مهندسان ماهواره‌ای پارازیت‌هایی که مانع دریافت این شبکه و چند شبکه تلویزیونی دیگر می‌شوند منشا ایرانی دارند، خبر از شکایت خود به اتحادیه بین‌المللی مخابرات راه دور (وابسته به سازمان ملل متحد) داد. عصر ایران
- انفجار بمب در نزدیکی استانداری خراسان رضوی

یک بمب صوتی در حوالی استانداری خراسان رضوی منفجر شد. گفته شده است که در این بمب‌گذاری کسی آسیب ندیده و تنها همان بمب‌گذار بر اثر انفجار کشته شده است. خبر آن لاین ،فارس
- شرکت‌های هواپیمایی ایران از اعلام نوع هواپیما به مسافران منع شدند

سخنگوی سازمان هواپیمایی ایران اعلام کرده‌است این سازمان با ابلاغ دستورالعمل جدیدی به دفاتر خدمات مسافرت هوایی و شرکت‌های هواپیمایی، آن‌ها را موظف کرده پس از این از اعلام نام و نوع هواپیما به مشتریان و مسافرانشان خودداری کنند. بی‌بی‌سی فارسی
- سودی به سهام عدالت تعلق نمی‌گیرد

مدیر عامل شرکت سرمایه گذاری استانی سهام عدالت به خبرگزاری کار ایران گفته‌است که امسال در مجمع عمومی شرکت‌ها، ۱۹۰۰ میلیارد تومان بابت سود سهام عدالت در نظر گرفته شده‌است که ۱۵۰۰ میلیارد تومان آن بابت قسط دولت است و ۴۰۰ میلیارد تومان بقیه نیز بابت بدهی‌های سال‌های گذشته به دولت است.به گفته آقای مصدر، با توجه به سودی که برای سهام عدالت در نظر گرفته شده، پولی برای پرداخت به سهامداران باقی نمی‌ماند. بی‌بی‌سی فارسی

## ۱۷ ژانویه ۲۰۱۰
- شکست ویکتور یوشچنکو در دور اول انتخابات اوکراین

گزارش‌ها از اوکراین حاکی از آن است که انتخابات ریاست جمهوری این کشور به دوم دوم کشیده شده‌است.نظرسنجی‌ها از رای دهندگان نشان می‌دهد که هیچ یک از کاندیدا نتوانسته‌است که اکثریت آرا را در دور اول کسب کند و ویکتور یوشچنکو، رئیس جمهوری اوکراین نیز از راهیابی به دور دوم بازمانده‌است.در صورت تایید رسمی این نتیجه، دور دوم بین دو کاندیدای پیشتاز یعنی ویکتور یانوکوویچ، نخست وزیر سابق اوکراین و یولیا تیموشنکو، نخست وزیر کنونی برگزار خواهد شد.بی‌بی‌سی فارسی ،خبر آن لاین
- بهزاد نبوی به ۶ سال حبس محکوم شد

بهزاد نبوی از سوی شعبه ۱۵ دادگاه انقلاب، به ۶ سال حبس تعزیری محکوم شده‌است.صالح نیک‌بخت در گفت و گو با ایسنا، با بیان این مطلب، اظهار کرد: پس از صدور رای دادگاه بدوی برای بهزاد نبوی، تجدید نظرخواهی نسبت به رای صورت گرفت و اکنون پرونده به شعبه ۵۴ دادگاه تجدید نظر استان تهران ارسال شده‌است.وی با اشاره به درخواست‌های خود و همسر موکلش برای مرخصی جهت ادامه معالجات، خاطرنشان کرد: تاکنون با این درخواست موافقت نشده‌است.سرخط به نقل از تابناک
- انتخابات ریاست جمهوری در اوکراین برگزار شد

نخستین انتخابات ریاست جمهوری در اوکراین پس از انقلاب نارنجی با رقابت ۱۸ نامزد برگزار شد.طبق نظرسنجی‌ها پس از آقای یانوکویچ تعداد طرفداران یولیا تیموشنکو، نخست وزیر کنونی از کاندیداهای دیگر بیشتر است.پیش بینی تحلیلگران این است که ویکتور یوشچنکو، رئیس جمهوری کنونی در دور اول انتخابات کنار گذاشته خواهد شد.پرس تی.وی ،بی‌بی‌سی فارسی+نتایج رسمی
- ایران از میزبانی بازی‌های کشورهای اسلامی کنار گذاشته شد

ایران از میزبانی دومین دوره بازی‌های همبستگی کشورهای اسلامی که قرار بود در تهران، مشهد و اصفهان برگزار شود محروم شد.هیات اجرایی فدراسیون همبستگی کشورهای اسلامی در نشستی فوق العاده که در ریاض عربستان و با حضور نمایندگان ایران برگزار شد، میزبانی این بازی‌ها توسط ایران را لغو کرد.طرف ایرانی می‌گوید اصرار کشورهای عربی بر حذف نام خلیج فارس از مدال‌ها، لوگوی بازی‌ها و اسناد و مدارک و مخالفت ایران با این خواسته دلیل لغو این میزبانی است.بی‌بی‌سی فارسی

## ۱۸ ژانویه ۲۰۱۰
- اولین دادگاه پنج متهم روز عاشورا در تهران برگزار شد

اولین جلسه دادگاه رسیدگی به اتهامات پنج تن از متهمان به «حرمت‌شکنی» در جریان حوادث روز عاشورا به اتهام محاربه روز دوشنبه در تهران برگزار شد. در حالی که خبرگزاری‌های ایران این دادگاه را «علنی» خوانده‌اند، نام و مشخصات هیچ یک از این متهمان منتشر نشده است. این در حالی است که دادسرای عمومی و انقلاب تهران پیشتر اعلام کرده بود که پرونده ۱۶ تن از متهمان حوادث روز عاشورا برای رسيدگی به دادگاه انقلاب اسلامی تهران ارسال شده و برای يکی از متهمان درخواست مجازات به اتهام «محاربه» شده است. خبرگزاری رسمی جمهوری اسلامی، ایرنا، پیشتر گفته بود که این افراد همه از اعضای سازمان مجاهدین خلق ایران هستند. این در حالی است که خبرگزاری نیمه‌رسمی فارس، از حامیان دولت محمود احمدی‌نژاد، تنها به ارتباط یک نفر از این پنج نفر با سازمان مجاهدین خلق اشاره کرده است. رادیو فردا
- نماینده مجلس ایران:کنترل ایمیل و اس‌ام‌اس نیازمند حکم قضایی است

علی مطهری نماینده تهران در مجلس شورای اسلامی می‌گوید بدون حکم قضایی امکان شنود مکالمات تلفنی و مشاهده محتوی سایر ارتباطات مردم وجود ندارد و هرگونه شنود مکالمات یا دسترسی به پیامک و ایمیل افراد حقیقی یا حقوقی فقط با حکم قاضی و براساس ضرورت باید صورت گیرد.سرخط به نقل از تابناک
- حمله طالبان به کابل

مردان مسلح تعدادی ساختمان را در مرکز کابل، پایتخت افغانستان، مورد حمله قرار داده و تلفاتی و خساراتی وارد کرده‌اند.از زمان آغاز حملات در صبح روز دوشنبه صدای چند انفجار در نقاط مرکزی شهر به گوش رسید و در پی آن، تیراندازی با اسلحه سبک تا بیشتر از یک ساعت ادامه داشت.وزارت دفاع افغانستان می‌گوید، در این حملات پنج نفر کشته و ده‌ها تن دیگر زخمی شده‌اند.بی‌بی‌سی فارسی
- پلمپ حسینیه جماران

پس از ماجرای درگیری در حسینیه جماران، این حسینیه به دستور سید حسن خمینی پلمپ شده و ظاهراً قرار نیست هیچ مراسمی حتی در دوران دهه فجر در حسینیه شماره یک جماران برگزار شود.خبر آن لاین

## ۱۹ ژانویه ۲۰۱۰
- مجید توکلی به هشت سال و شش ماه حبس تعزیری محکوم شد

مجید توکلی عضو انجمن اسلامی دانشگاه صنعتی امیرکبیر توسط شعبه ۱۵ دادگاه انقلاب به هشت سال و شش ماه حبس تعزیری، ۵ سال محرومیت از فعالیت سیاسی و نیز ۵ سال ممنوعیت از خروج از کشور محکوم شد.
موارد اتهامی عنوان شده و احکام صادره مربوط به آنها  از قرار زیر است:
1. اجتماع و تبانی علیه نظام منجر به صدور حکم ۵ سال حبس تعزیری
2. تبلیغ علیه نظام منجر به صدور یک سال حبس تعزیری
3. توهین به رهبری منجر به صدور دو سال حبس تعزیری
4. توهین به ریاست جمهوری منجر به ۶ ماه حبس تعزیری سرخط

- هاشمی: اداره امور به رضایت مردم نیاز دارد

اکبر هاشمی رفسنجانی رئیس مجلس خبرگان و مجمع نشخیص مصلحت نظام در ایران، با اعلام اینکه مهمترین مشکل کنونی کشور، «افراط و تفریط» است، گفت اداره امور به «رضایت و اعتماد مردم» نیاز دارد. هاشمی امروز سه‌شنبه در دیدار جمعی از اعضای شورای مركزی انجمن اسلامی مدرسین دانشگاه‌ها اظهار داشت که ادامه افراط‌ها و تفریط‌ از سوی موافقان و مخالفان دولت، آرامش را به جامه باز نمی‌گرداند. وی راه‌حل خروج ایران از وضعیت کنونی را «رجوع به سخنان اخیر مقام معظم رهبری در حاكمیت قانون و پرهیز از اعمال خودسرانه» دانسته است. هاشمی همچنین گفته که «اقداماتی نظیر انجام مناظرات مستدل و اظهارات رسانه‌ای به جای برخوردهای خیابانی، می‌تواند این مسیر را هموار كند.» رادیو زمانه
- خاتمی: دور جدید خشونت‌ها آغاز شده است

محمد خاتمی رئیس جمهور پیشین ایران، با انتقاد از شرایط «بحرانی» ایران، گفت که دور جدیدی از خشونت‌ها توسط کسانی که در حکومت «امنیت کامل» دارند، آغاز شده است. خاتمی این اظهارات را هفته گذشته در دیدار با ۵۰ تن از بازداشت‌شدگان و زندانیان سیاسی پس از انتخابات ایراد کرده، اما متن این اظهارات امروز سه‌شنبه در اختیار رسانه‌ها قرار گرفته است. رئیس بنیاد باران با «بحرانی» توصیف کردن شرایط کشور، اظهار داشته که نمی‌توان با «خشم و زور» بر مردم «حکمرانی» کرد و در صورتی که «مسئولیت‌پذیری و تحمل نباشد و رضایت مردم به حساب نیاید، سرکوب و زور پیش می‌آید.» به گفته او، «در روزهای اخیر به جای تعادل و آرامش، شاهد هجمه‌های سنگین و موج جدید فشارها و دستگیری‌ها هستیم.» محمد خاتمی همچنین درباره گزارش کمیته ویژه مجلس گفته که «این گزارش، سندی تاسف‌بار در جمهوری اسلامی از یک فاجعه است.» رادیو زمانه
- ايران از احتمال هدف قرار دادن ناو‌های غربی‌ در خليج‌فارس در صورت حمله خبر داد

احمد وحيدی، وزير دفاع ايران، روز سه شنبه درباره واکنش  جمهوری اسلامی به هرگونه حمله احتمالی به اين کشور گفته است: «در صورت اقدام غربی‌ها عليه ايران، ناوهايشان در خليج فارس بهترين اهداف عملياتی ما هستند.» به گزارش خبرگزاری فارس، احمد وحيدی که در همايش «خليج فارس؛ چالش‌ها و ساز و کارهای منطقه‌ای» صحبت می کرد، افزود که در خليج فارس هم اکنون بيش از ۹۰ کشتی جنگی و ناو هواپيما بر حضور دارند و «فضای کاملا جنگی» در خليج فارس به وجود آورده اند. ايران پيشتر بارها هشدار داده بود در صورت هرگونه حمله به تاسيسات هسته ای اين کشور، به آن پاسخ شدیدی خواهد داد. کشورهای غربی ايران را متهم می کنند که در پوشش برنامه هسته ای خود در صدد دستيابی به تکنولوژی لازم برای ساخت سلاح اتمی است. ايران اين اتهام را رد می کند. رادیو فردا
- پلیس ایران: ۴۰ تن دیگر از معترضان عاشورا بازداشت شدند

نیروی انتظامی ایران می‌گوید که پس از انتشار درخواست عمومی برای شناسایی برخی از معترضان روز عاشورا در تهران، ۴۰ تن از آنها را شناسایی و بازداشت کرده است. پلیس ایران، دو روز پيش در ويژه‌نامه‌ای هشت صفحه‌ای به نام «امین جامعه»، که به گفته سحام‌نیوز، در مدارس، مساجد، ادارات و سازمان‌ها پخش شده، تصاوير ۶۵ نفر از حاضران در اعتراضات را به عنوان «عوامل ناامنی و اهانت‌کنندگان به مقدسات» چاپ کرده و از مردم ایران خواسته بود آنها را شناسایی کنند. رادیو فردا، بی بی سی فارسی
- خامنه‌ای: خط و مرز خود را با دشمن به صورت شفاف مشخص کنید

آیت‌الله علی خامنه‌ای، رهبر جمهوری اسلامی، روز سه‌شنبه در نشستی از همه جریان‌ها و گرایش‌های سیاسی در ایران خواست که «خط و مرز خود را با دشمن به صورت شفاف مشخص کنند». او همچنین در این میان وظیفه «خواصی که تاثیرگذاری بالایی دارند» را بیش از دیگران دانست. این گفته خامنه‌ای در حالی بیان شده است که با نزدیک شدن به روز ۲۲ بهمن که در ایران به عنوان روز پیروزی انقلاب ایران در سال ۱۳۵۷، جشن گرفته می‌شود، حامیان جنبش سبز ایران در داخل و خارج کشور همگان را به شرکت در راه‌پیمایی این روز دعوت می‌کنند که برگزاری آن در ایران سنتی سالانه است. خامنه ای از این «خواص» نام نبرده، اما گفته است که موضع گیری دو پهلوی آنها «مطلوب» نیست و آنها باید موضع خود را در قبال «سخنان و اقدامات دشمن» به صورت شفاف بیان کنند. نزدیکان خامنه ای در گذشته اشارات مشابه او را بیش از همه متوجه اکبر هاشمی رفسنجانی، رئیس مجمع تشخیص مصلحت و رئیس مجلس خبرگان رهبری می دانستند که پرنفوذترین چهره سیاسی مخالف دولت محمود احمدی نژاد محسوب می شود. بی بی سی فارسی، رادیو فردا
- ادامه نگرانی‌ها از وضعیت امنیتی پورتو پرنس

سازمان ملل متحد حدود نه هزار نیرو در هائیتی دارد که بیشتر آن‌ها را برزیل تامین کرده‌است.خبرگزاری‌ها روز دوشنبه نیز از غارت مجدد تعدادی از مغازه‌های مرکز شهر پورتو پرنس، پایتخت، توسط مردان مسلح به سلاح سرد خبر دادند.روز گذشته، حدود ۲۲۰۰ نفر از تکاوران دریایی آمریکا با یک ناو آبی – خشکی وارد هاییتی شدند.رابرت گیتس، وزیر دفاع آمریکا، می گوید سربازان در هاییتی به دولت و نیز به ماموریت صلحبانی سازمان ملل متحد کمک خواهند کرد، اما نقش سیاسی نخواهند داشت. گیتس همچنین به خبرنگاران گفت سربازان مجاز هستند در صورت لزوم برای دفاع از خود یا دیگران به زور متوسل شوند.خبرگزاری آسوشیتدپرس می‌گوید که به غیر از غذا و کالاهای ضروری، بسیاری از مردم به دنبال خمیردندان هستند تا با مالیدن آن در زیر بینی خود، بوی زننده اجساد در حال تعفن را کمتر احساس کنند.امدادگران می‌گویند هنوز اجساد زیادی زیر آوارها مدفون است. انتقال اجساد به گورهای دسته جمعی بیرون از پایتخت همچنان ادامه دارد.صدای آمریکا ،بی‌بی‌سی فارسی

## ۲۰ ژانویه ۲۰۱۰
- دیده بان حقوق بشر: ایران به گسترده ترین سرکوب در یک دهه اخیر دست زده است

سازمان «دیده‌بان حقوق بشر» روز چهارشنبه در گزارش سالانه خود درباره وضعیت حقوق بشر در جهان در سال ۲۰۰۹ اعلام کرد که به دنبال حوادث پس از انتخابات ۲۲ خرداد، دولت ایران به گسترده ترین سرکوب  در یک دهه اخیر دست زده‌است. دیده بان حقوق بشر می‌گوید: «بنابر منابع رسمی، نیروهای امنیتی مسئول کشته شدن دست کم ۳۰ نفر هستند.» و افزوده‌است: طی این مدت بیش از چهار هزار نفر از جمله دهها منتقد حکومت ایران و وکلای مدافع حقوق بشر، بازداشت شده‌اند که بسیاری از آنها بدون هیچگونه اتهامی در زندان‌های انفرادی به سر می‌برند. دیده بان حقوق بشر همچنین گفته‌است که حداقل ۲۶ مورد شکنجه یا مجبور کردن به اعترافات ساختگی را ثبت کرده‌است که در این موارد زندانیان کتک خورده، از خواب محروم شده یا به طور ساختگی در برابر جوخه اعدام قرار گرفته‌اند. طبق این گزارش، زندانیان زیر فشار مجبور شده‌اند تا اعتراف کنند که در برنامه ریزی نا آرامی‌ها پس از انتخابات نقش داشته و در صدد «انقلاب مخملی» بوده‌اند. رادیو فردا
- پایتخت هائیتی بار دیگر لرزید

امروز پس لرزه‌ای بشدت ۶ درجه در مقیاس ریشتر باردیگر «پورت‌او پرنس»، پایتختِ هائیتی را لرزاند. در پی لرزش زمین، ساکنان این شهر هراسان به خیابان‌ها ریختند. مرکز زلزله نگاری آمریکا، کانون زمین لرزه را در ۵۶ کیلومتری پایتخت اعلام کرد. 
این پس لرزه در حالی رخ می‌دهد که امدادگران همچنان در جستجوی هزاران نفری هستند که در پی وقوع زمین لرزه به مقیاس ۷ درجه ریشتر از هشت روز پیش در زیر آوار مانده‌اند. رادیو فردا
- محمود احمدی‌نژاد: به همه مردم ایران یارانه می‌دهیم

محمود احمدی‌نژاد با اعلام این که دولت وی قصد دارد به منظور «واقعی کردن ارزش ریال»، اقدام به حذف صفرها از واحد پول ملی کند، گفته‌است، با اجرای قانون هدفمندسازی یارانه‌ها، همه مردم ایران یارانه دریافت خواهند کرد. به گزارش خبرگزاری ایسنا، محمود احمدی‌نژاد روز چهارشنبه در سخنانی در باره قانون هدفمند کردن یارانه‌ها گفته‌است: «همه‌ مردم تحت پوشش لایحه‌ هدفمندکردن و دریافت یارانه‌ها قرار می‌گیرند؛ البته در وهله‌ اول ۷۰ درصد و در مرحله‌ دوم ۳۰ درصد باقی‌مانده تحت پوشش قرار می‌گیرند». حالی که برخی منتقدان و کارشناسان اقتصادی نسبت به پیامدهای حذف یارانه‌ها و آزاد سازی قیمت‌ها هشدار داده‌اند، احمدی‌نژاد، این انتقادات را «غیرکارشناسی» خواند. رادیو فردا
- شرکت خطوط هوایی ژاپن (JAL) ورشکسته شد

شرکت خطوط هوایی ژاپن (JAL) که بزرگترین شرکت هواپیمایی آسیا شناخته می‌شد به دلیل بدهی ۲۵ میلیارد دلاری اعلام ورشکستگی کرد. با اینحال این شرکت با دریافت کمک ۱۱ میلیارد دلاری از سوی دولت ژاپن به فعالیت‌هایش ادامه خواهد داد. قرار است شرکت ساختار جدیدی پیدا کند و هیئت مدیره جدیدی برای آن انتخاب شود. خبر آن لاین

## ۲۱ ژانویه ۲۰۱۰
- دانشجویان دانشگاه تهران از مجلس خواستار انتشار حقایق کوی دانشگاه شدند

انجمن اسلامی دانشجویان دانشگاه تهران و علوم پزشکی در نامه‌ای سرگشاده خطاب به نایب رئیس مجلس شورای اسلامی خواستار انتشار حقایق در مورد واقعه کوی دانشگاه تهران شد. در این نامه تاکید شده که منتشر کردن حقایق، «مانع از پیشروی نیروهای سرکوبگر و ظلم افزونتر بر آسیب دیدگان این واقعه» می‌شود. در این نامه همچنین آمده‌است: امروز باید کسانی در زندان باشند که در آن شب دهشتناک دانشجویان را به وزارت کشور منتقل کردند. بیانیه انجمن اسلامی دانشجویان دانشگاه تهران از این که در طول هفت ماه گذشته ، حق دانشجویان به فراموشی سپرده شده و جای ظالم و مظلوم و شاکی و متهم  عوض شده انتقاد کرده‌است. رادیو فردا
- ایران پرداخت بیش از ۱۵ میلیون تومان پول نقد به مشتریان بانکی را ممنوع کرد

به گزارش خبرگزاری مهر، بر اساس آئین‌نامه اجرایی «قانون مبارزه با پولشویی» که بانک مرکزی جمهوری اسلامی به بانک‌های دولتی، خصوصی و مؤسسات اعتباری ابلاغ کرده‌است، پرداخت بیش از ۱۵ میلیون تومان وجه نقد در هر روز به مشتریان نظام بانکی از اول بهمن سال جاری ممنوع شده‌است. پیشتر نیز شمس‌الدین حسینی، وزیر امور اقتصادی و دارایی جمهوری اسلامی ایران در تشریح اقدام‌های دولت برای «مبارزه با پولشویی» گفته بود: «در آئین‌نامه اجرایی قانون مقابله با پولشویی، بهترین روش شناسایی و مستندسازی گردش مالی و رصد کردن جابه‌جایی وجه نقد است.» خبرگزاری «رویترز» در گزارشی در این باره نوشته‌است، به باور تحلیل‌گران اقدام بانک مرکزی ایران در تعیین سقفی برای جابجایی پول، نه برای مبارزه با پولشویی بلکه در راستای کنترل نقدینگی و مبارزه با تورم فزاینده در این کشور است. رادیو فردا
- لاریجانی: کشور را نباید با تخیلات اداره کرد

علی لاریجانی، رئیس مجلس شورای اسلامی، روز چهارشنبه با انتقاد از دولت محمود احمدی‌نژاد هشدار داد که کشور را «نباید با افراط‌گرایی و تخیلات اداره کرد». او همچنین با نفی «تخیلات افراطی که هدفی خاص را دنبال می‌کنند» توصیه کرد که کشور باید «در چارچوب قانون اساسی اداره شود». لاریجانی که در استان مرکزی به سر می‌برد اشاره نکرد که مقصودش از «تخیلات افراطی» در دولت آقای احمدی‌نژاد چیست و چه «هدف خاصی» با آنها دنبال می‌شود. علی لاریجانی همچنین در ادامه سخنان خود انتخابات ریاست جمهوری اخیر را «نشان‌دهنده دموکراسی در کشور» دانست و گفت که حوادث پس از انتخابات امنیت ملی در کشور را تضعیف کرده‌است. رادیو فردا
- مشاور ارشد میرحسین موسوی در زندان اوین دچار حمله قلبی شد

بنابر گزارش‌های منتشر شده از سوی منابع خبری نزدیک به معترضان در ایران، علیرضا بهشتی، مشاور ارشد میرحسین موسوی، روز چهارشنبه در زندان اوین دچار حمله قلبی شده‌است. به گزارش «کلمه»، وب سایت خبری میرحسین موسوی، علیرضا بهشتی در بیست و سومین روز بازداشت خود در زندان اوین دچار عارضه قلبی شد. «کلمه» نوشته‌است: علیرضا بهشتی در هفته اخیر مبتلا به سرما خوردگی شدید در زندان شده بود اما وضعیت جسمانی او مانع از آن نشد که مسوولان وی را در حالی که لباس زندان و دمپایی پلاستیکی به پا داشت و محاسن اش بلند و آشفته بود، به شعبه امنیت دادگاه انقلاب برده و دقایقی طولانی در انتظاربازپرسی به سر برد. «کلمه» درباره وضعیت علیرضا بهشتی در زندان نوشته‌است که وی از «همه حقوق قانونی خود محروم بود و حتی موفق به ملاقات با وکیل و خانواده اش» نشده‌است.بی‌بی‌سی فارسی ،رادیو فردا

## ۲۲ ژانویه ۲۰۱۰
- تذکر وزارت ارشاد به ۱۵ روزنامه

روزنامه‌های تهران امروز، بهار، توسعه، روزان، جهان اقتصاد، اطلاعات، اعتماد، اسرار، جهان صنعت، مردم سالاری، آرمان روابط عمومی، جمهوری اسلامی، پول، فرهیختگان و آفرینش عمدتا پیرامون چاپ سخنان خاتمی، روحانی و پاسخ مطهری به مشایی از اداره کل مطبوعات و خبرگزاری‌های داخلی تذکر دریافت کردند.اعتماد
- استعفای علی‌آبادی از ریاست کمیته ملی المپیک

علی آبادی رئیس کنونی کمیته ملی المپیک به دلیل ۳ شغله شدن از سمت خود در این کمیته کناره‌گیری می‌کند.محمد علی آبادی که از سوی وزیر جهاد کشاورزی به عنوان قائم مقامی این وزارت خانه و همچنین ریاست سازمان شیلات کشور منصوب شده‌است به زودی از سمت خود در کمیته ملی المپیک کناره‌گیری خواهد کرد تا مشکلی برای فعالیت در پست‌های جدید خود نداشته باشد.سرخط

## ۲۳ ژانویه ۲۰۱۰
- رامین آقازاده قهرمانی ،مقتول چهارم بازداشتگاه کهریزک

عبدالحسین روح الامینی ،پدر محسن روح الامینی می‌گوید رامین آقازاده قهرمانی مقتول چهارم بازداشتگاه کهریزک است که پس از آزادی از این بازداشتگاه از دنیا رفت. آقای روح الامینی ضمن اعلام خبر تشکیل دادگاه رسیدگی به متهمان پرونده بازداشتگاه کهریزک در آینده‌ای نزدیک ابراز امیدواری کرد که این دادگاه به صورت علنی تشکیل شود. به گفته خانواده رامین آقازاده قهرمانی، در پی احضار در مورد رویدادهای پس از انتخابات، به اختیار، خود را به ماموران معرفی کرد اما ۱۵ روز پس از آن با بدنی که آثار شکنجه بر روی آن نمایان بود آزاد شد و تنها پس از دو روز، به دلیل وجود «لخته‌های خون» در سینه‌ا‌ش جان سپرد. بی‌بی‌سی فارسی ،الف، رادیو فردا
- هاشمی رفسنجانی: مسائل موجود با تدبیر رهبری قابل حل و فصل است

در حالی که  آيت‌الله خامنه‌ای از «خواصی» که تاثير گذاری بالايی دارند خواسته است که از «موضع‌گيری دوپهلو» بپرهيزند، اکبر هاشمی رفسنجانی ضمن تاکيد بر اين که بحران اخير با تدبیر رهبری قابل حل  است، گفته است در کليات همچنان به راه حل هايی که در نماز جمعه ۲۶ تیرماه مطرح کرد، معتقد است. رئيس مجلس خبرگان رهبری که در ديدار با جمعی از اعضای شورای مرکزی حزب اعتدال و توسعه صحبت می‌کرد، گفته است: «در شرايط امروز نيز برای برون‌رفت از وضعيت فعلی راه‌حل‌هايی را که با توجه به تجربياتم به ذهنم می‌رسيد در خطبه نماز جمعه مطرح کرده‌ام و هنوز نيز در کليات به آن معتقدم هرچند که ممکن است نواقص و زوايدی داشته باشد.» وی افزود: «در بيان مواضع خود همواره منافع اسلام، انقلاب و مردم را مورد اهميت قرار داده‌ام و هم‌چنين در مواقعی به دليل شرايط نامناسب با الهام از روش بزرگان دينی سکوت اختيار کرده‌ام». ولی با اين حال اکبر هاشمی گروههايی را که «افراطيون» ناميده، متهم کرده است که مسبب به وجود آمدن شرايط فعلی در کشور هستند. اکبر هاشمی رفسنجانی توضيح بيشتر درباره گروه‌های افراطی ارائه نکرده است اما در عین حال گفته است فقط آيت‌الله خامنه‌ای، رهبر جمهوری اسلامی، قادر است بحران کنونی را حل کند و معتقد است «با کمک افراد معتدل از هر دو جناح موجود کشور» و با تدبیر رهبر، مشکلات جاری حل خواهد شد. رادیو فردا
- سازمان ملل پایان عملیات تجسس در هائیتی را اعلام کرد

سازمان ملل متحد از پایان عملیات تجسس برای یافتن و نجات جان به دربردگان از زیر آوارهای ناشی از زمین لرزه هائیتی خبر داد.آژانس هماهنگی و امور بشردوستانه سازمان ملل متحد ، امروز در بیانیه‌ای از خروج ۱۳۲ جان به دربرده از آوارهای زمین لرزه هائیتی خبر داد و افزود، دولت هائیتی پایان عملیات تجسس برای یافتن و خروج جان به دربردگان از زیر آوارهای شهر زلزله زده پورتو پرنس را اعلام کرده‌است.پرس تی‌وی
- ۱۲۳۴۵۶ رایج‌ترین گذرواژه اینترنتی است

با گذشت یک دهه هشدار کارشناسان، پرکاربردترین گذرواژه اینترنتی از ۱۲۳۴۵ در ۱۰ سال پیش به ۱۲۳۴۵۶ در دنیای امروز تغییر کرده و این، بدان معنی است که هکرها خیلی راحت به حساب اغلب مردم دسترسی پیدا می‌کنند.خبر آن لاین
- واژگونی قطار سریع السیر تهران-مشهد

قطار سریع السیر تهران-مشهد ساعت ۱۰:۳۰ صبح امروز به وقت محلی ،در نزدیکی ایستگاه آزادور شهرستان جغتای در خراسان رضوی با ۵۰ مسافر از خط خارج شد که بر اثر آن یک دیزل و دو واگن قطار واژگون شدند. مطابق گزارش‌های اولیه این حادثه تاکنون ۸ کشتـه برجا گذاشته، حال برخی از مجروحان وخیم گزارش شده و احتمال داده می‌شود که تلفات این سانحه افزایش یابد.بی‌بی‌سی فارسی ،خبر آن لاین

## ۲۴ ژانویه ۲۰۱۰
- حزب اعتماد ملی خواستار انتخابات آزاد و اجازه برگزاری تظاهرات به مخالفان شد

حزب اعتماد ملی که زیر نظر مهدی کروبی اداره می شود روز یکشنبه در پاسخ به مطلب یکی از روزنامه های هوادار دولت جمهوری اسلامی خواستار برگزاری انتخابات آزاد و صدور اجازه برای برگزاری تجمع آزاد و امن برای هواداران کروبی و موسوی شد. حزب اعتماد ملی این درخواست را در جریان پاسخ به یک روزنامه به گفته آن، «معلوم الحال»، مطرح کرد که «توسط نیروهای افراطی» اداره می شود. روزنامه «کیهان» در شماره روز شنبه، چهارم بهمن ماه، در واکنش تندی به اظهارات آقای کروبی در دیدار با خانواده علیرضا بهشتی که گفته بود: «برای اولین بار بعد از انقلاب پل ارتباطی مان با سیستم برای حل مشکل زندانیان قطع می باشد» نوشت: «ظاهرا وی ۷-۸ ماه خواب بوده و تازه بیدار شده و فهمیده چه خبط بزرگی کرده است.» حزب اعتماد ملی در پاسخ به این نوشته، روزنامه کیهان و طرفداران دولت را به باد انتقاد گرفته و گفته است: «آن کسانی خوابند و هنوز بیدار نشده اند که جمعیت سه میلیونی مردم را در ۲۵ خرداد ندیدند و سکوت با معنای آنها را نشنیدند.» این حزب افزوده است: «آن کسانی خوابند که به رغم کشتار در بازداشتگاه کهریزک که ننگی برای این انقلاب شد، عامل اصلی آن را در کنار خود می نشانند و از او تقدیر می کنند و در مصونیت آهنی قرار می دهند. آیا می خواهید بدانید که دیگر چه کسانی خوابند و چه زمانی وقت بیداری آنهاست؟ ...انتخابات آزاد برگزار کنید یا اجازه برگزاری یک تجمع آزاد و امن به هواداران آقایان کروبی و موسوی بدهید تا بیبند مردم چگونه بیدارتان می کنند.»
رادیو فردا
- یک فروند توپولوف در فرودگاه مشهد آتش گرفت

یک فروند هواپیمای توپولوف متعلق به شرکت هواپیمایی تابان پس از فرود در فرودگاه مشهد دچار سانحه شد و طبق گزارش‌ها چهل و دو تن از مسافران به بیمارستان منتقل شده‌اند.بر اثر این سانحه داخل هواپیما کاملا سوخته و بال سمت راست و دم و چرخ‌های هواپیما جدا شده‌است.بی‌بی‌سی فارسی ،خبر آن لاین ،گزارش تصویری مهر ،گزارش تصویری فارس
- انتقاد شدید برادر احمدی‌نژاد از رحیم‌مشایی

داوود احمدی‌نژاد با انتقاد از اظهارات اخیر اسفندیار رحیم‌مشایی، وی را به طور غیرمستقیم، متهم به وابستگی به اسرائیل و آمریکا کرد.آقای احمدی‌نژاد، امروز یکشنبه به خبرگزاری فارس گفت کسانی که مقابل اسرائیل، سر تعظیم فرود می‌آورند، «قطعا باید منافعی از این کار داشته باشند.» وی افزود: «برخی کاسه از آش داغ‌تر، عامدانه و عاملانه در برابر اسرائیل سر تعظیم فرود می‌آورند و از اسرائیل جنایتکار تعریف و تمجید می‌کنند. چطور چنین انسانی می‌تواند مطمئن و سالم باشد و عامل نباشد.» رادیو زمانه
- در روز ۳ بهمن سایت اینترنتی مرکز آمار وجود خارجی نداشته است

با وجود اعلام دولت مبنی بر مراجعه ۲ میلیون کاربر در روز ۳ بهمن به سایت اینترنتی مرکز آمار برای دریافت اطلاعات پیرامون یارانه نقدی در طرح موسوم به هدفمند کردن یارانه‌ها، گفته می‌شود سایت مذکور  در آن روز اساسا وجود خارجی نداشته‌است. خبر آن لاین ،ایرنا

## ۲۵ ژانویه ۲۰۱۰
- علی حسن المجید معروف به علی شیمیایی اعدام شد

علی حسن المجید معروف به علی شیمیایی از مقامات سابق رژیم عراق به دار آویخته شد.عبدالمجید وزیر دفاع عراق در زمان صدام و پسر عموی وی بود که  به اتهام نسل کشی در دادگاه به چهار بار اعدام محکوم شد.صدور چهارمین حکم اعدام برای علی شیمیایی به دلیل حمله شیمیایی به مردم کردستان در شهر حلبچه درسال ۱۹۸۸ بوده است . گفته می‌شود در جریان این حمله حدود ۵ هزار نفر کشته شدند.همشهری آن لاین
- هواپیمای اتیوپیایی در سواحل لبنان سقوط کرد

یک فروند هواپیمای مسافر بری اتیوپیایی با نود و دو سرنشین در سواحل لبنان سقوط کرده‌است. در ساعات اولیه بامداد امروز، یک فروند هواپیمایی مسافربری از نوع بوئینگ ۷۳۷ متعلق به شرکت ملی هواپیمایی اتیوپی که عازم آدیس آبابا، پایتخت این کشور بود، دقایقی پس از برخاستن از فرودگاه بیروت، پایتخت لبنان، در دریای مدیترانه سقوط کرد.این هواپیما هشتاد و سه مسافر و نه خدمه داشت و گفته می‌شود که اکثر مسافران آن شهروندان لبنان و اتیوپی بودند که به اتیوپی سفر می‌کردند.بی‌بی‌سی فارسی
- زلزله تازه در حوالی پورتو پرنس

خبرگزاری رویترز به نقل از مرکز مطالعات زمین شناسی آمریکا اعلام کرده‌است که عصر یکشنبه زلزله‌ای با قدرت متوسط ۴٫۷ ریشتر منطقه‌ای در ۳۰ کیلومتری غرب پورتو پرنس را لرزاند.هنوز روشن نیست که این زلزله تلفات جانی و مالی برجای گذاشته باشد.از سوی دیگر، دولت هائیتی گفته‌است که زلزله هفت ریشتری ۱۲ ژانویه، حداقل ۱۵۰ هزار کشته در پایتخت و حومه آن برجای گذاشته‌است.بی‌بی‌سی فارسی
- کیهان:ردپای بیگانگان درتصمیم بانک مرکزی برای باطل نکردن اسکناسهای مخدوش

روزنامه کیهان با حمله شدید به محمود بهمنی رئیس کل بانک مرکزی جمهوری اسلامی ایران از وی به علت لغو محدودیت زمانی تعویض اسکناس‌های مخدوش (شعار نویسی شده) به شدت انتقاد کرده‌است.کیهان خاستگاه این تصمیم را افراد نفوذی و جریانات آلوده‌ای دانسته که دستورالعمل دیکته شده بیگانگان به سران فتنه را در چنته بانک مرکزی جاسازی کرده‌اند.خبر آن لاین

## ۲۶ ژانویه ۲۰۱۰
- مهدی کروبی:هرگز بر سر حقوق ملت معامله نخواهم کرد

مهدی کروبی ،دبیرکل حزب اعتماد ملی، بار دیگر تاکید کرده‌است:با قاطعیت می‌گویم که من هرگز بر سر حقوق ملت معامله نخواهم کرد. یکی از بزرگ‌ترین حقوق این ملت آرائی است که به امانت در صندوق‌های رای ریخته‌اند. من، تا پایان راه در کنار ملت خواهم بود و برای برگزاری انتخابات آزاد و رفع موانع موجود خواهم کوشید.وی در ادامه گفت:هرقدر که زمان می‌گذرد، اعتقاد من به دستکاری گسترده در انتخابات اخیر مستحکم‌تر می‌شود. مگر این مردمی که بعد از انتخابات به صورت خودجوش به صحنه آمدند چه می‌گفتند و چه می‌خواستند؟ آیا جواب مردمی که این گونه نجیبانه به صحنه آمدند باتوم، گاز اشک‌آور و گلوله بود؟ آیا جواب جوانان عزیز ما که در چارچوب نظام می‌گفتند رای ما کو خشونت، کهریزک و کشته شدن در بازداشت‌گاه‌ها بود؟دویچه وله فارسی
- زهرا رهنورد:سازش نمی‌کنیم

زهرا رهنورد، استاد دانشگاه و همسر میرحسین موسوی، از رهبران مخالفان دولت ایران از عدم سازش و شناسایی دولت محمود احمدی نژاد خبر داده‌است.خانم رهنورد در مصاحبه با وب سایت روزآنلاین در واکنش به رخدادهای اخیر گفت:نه دولت احمدی نژاد را به رسمیت می‌شناسیم و نه سازش می‌کنیم بلکه صادقانه پی گیر حقوق و مطالبات مردم هستیم. بی‌بی‌سی فارسی
- زیمنس معاملات خود با ایران را قطع کرد

کنسرن آلمانی زیمنس اعلام کرد که دیگر قراردادهای جدید تجاری با ایران را قبول نمی‌کند، اما در عین حال به تعهدات گذشته‌اش عمل خواهد کرد. صدراعظم آلمان نیز از کاهش فعالیت‌های اقتصادی شرکت‌های آلمانی با ایران خبر داد. پتر لوشر، رئیس هیئت مدیره زیمنس، روز سه‌شنبه در نشست سهام‌داران این کنسرن در جواب سئوال یکی از سهامداران گفت:ما به حساسیت معاملات خود با ایران واقف هستیم و به آن به نگاهی انتقادی می‌نگریم.وی افزود:به همین دلیل هم فعالیت‌های اقتصادی خود در ایران را کاهش داده‌ایم. هیات مدیره در اوائل ماه اکتبر سال۲۰۰۹ تصمیم گرفت که دیگر قرارداد تجاری با ایران را قبول نکند. معاملات ما با ایران سرشتی غیرنظامی داشته و بیشتر در زمینه زیرساخت‌ها، ترابری و تکنولوژی پزشکی بوده‌است.دویچه وله فارسی
- اعتراض به هفت ماه پلمپ حزب اعتماد ملی

رسول منتجب نیا  قائم مقام  حزب اعتماد ملی  ضمن اعلام اینکه پلمپ این حزب توجیه قانونی و شرعی ندارد افزود که معتقدم این جریانی که راه افتاده به هیچ وجه ارتباطی با این سه نفر «کروبی ، موسوی و خاتمی»  ندارد. یعنی اگر این آقایان رسماً هم اعلام کنند ما از انتقاد و اعتراض دست برداشته‌ایم مردم شعارهایشان را علیه آن‌ها شروع خواهند کرد.خبرآنلاین
- کن لوچ جشنواره فیلم فجر را تحریم کرد

در حالی که برگزاری  بیست و هشتمین جشنواره بین المللی فیلم فجر در سایه ابهام‌ها و تردیدهای ناشی از نارضایتی تعداد زیادی از سینماگران ایرانی و تحریم جهانی آن از سوی فیلمسازان خارجی در تهران ادامه دارد، کن لوچ کارگردان نامدار و چپ گرای انگلیسی و تعداد دیگری از سینماگران سرشناس جهانی، اعلام کرده‌اند که از شرکت در جشنواره فیلم فجر امسال معذورند.بی‌بی‌سی فارسی
- پارازیت‌ها تاثیر منفی بر سلامت دارند

یک عضو کمیسیون بهداشت و درمان مجلس گفت: اینکه پارازیت‌ها اثرات منفی بر جسم و روان افراد دارند از نظر علمی و تحقیقات انجام شده مورد قبول است اما در آخرین جلسه‌ای که با مخابرات داشتیم این شرکت از خود سلب مسئولیت کرده‌است.پیش از این برخی کارشناسان با اشاره به امواج الکترومغناطیس دکل‌های BTS و پارازیت، افزایش پدیده جهش‌زایی ژنتیکی و ناباروری در شهروندان را محتمل دانسته بودند.از جمله دکتر محمد رضا رزاقی، رئیس دانشگاه علوم پزشکی شهید بهشتی با اشاره به افزایش رو به تزاید شمار مبتلایان به ناباروری در کشور، قرار گیری در معرض تابش انواع امواج را از علل ناباروری در جامعه بر شمرد. او گفت: این امواج از امواج ساده رادیویی تا امواج تلفن همراه و پارازیت‌های ماهواره‌ای را شامل می‌شود.رزاقی گفت با قرارگرفتن دختران و پسران جوان در معرض این امواج، سلول‌های تولید مثلی آنان تحت تاثیر قرار گرفته و سبب از بین رفتن عملکرد جنسی و قدرت باروری آنان می‌شود.خبر آن لاین
- درخواست برای تشکیل کمیته مستقل پیگیری ترور مسعود علی محمدی

۱۱۰ نفر از اساتید دانشگاهی جهان ، با ارسال نامه‌ای به سازمان‌های مدافع حقوق بشر ، خواستار پیگیری مستقل این سازمانها در ارتباط با ترور دکتر مسعود علی محمدی شدند و به خشونت در فضای دانشگاه علیه دانشجویان و استادان ایرانی اعتراض کردند.رادیو فرانسه

## ۲۷ ژانویه ۲۰۱۰
- آی‌پد اپل رونمایی شد

شامگاه چهارشنبه، محصول جدید اپل رونمایی شد. این تبلت (Tablet PC) زیبا و باریک، آی‌پد نام دارد و در نگاه اول، یک آی‌پاد بزرگ را تداعی می‌کند.آی‌پد از یک صفحه نمایشگر ۹٫۷ اینچی رنگی، ریزپردازنده ۱ گیگا هرتزی و فلش مموری ۱۶ تا ۶۴ گیگابایتی بهره می‌برد و ارتباطات وای.فای و شبکه ارتباطات همراه نسل سوم را نیز پشتیبانی می‌کند.قیمت پایه این ابزار با فلش ۱۶ گیگابایت و بدون ارتباطات نسل سوم، ۴۹۹ دلار تعیین شده‌است.خبر آن لاین+گزارش تصویری ،بی‌بی‌سی فارسی
- حذف نام‌های مقامات سابق طالبان از لیست سازمان ملل

سازمان ملل متحد نام پنج نفر از مقامات سابق رژیم طالبان را از لیست افراد مظنون وابسته به القاعده حذف کرده‌است. عبدالوکیل متوکل، وزیر خارجه سابق طالبان، فضل محمد، معاون سابق وزارت تجارت/بازرگانی، عبدالحکیم، معاون سابق وزارت سرحدات، محمد موسی، معاون وزارت پلان/ برنامه ریزی و شمس الصفا یک مقام سابق وزارت خارجه در رژیم سابق طالبان، افرادی هستند که از فهرست سیاه سازمان ملل متحد خارج شدند. رادیو بین‌المللی فرانسه
- آواتار کامرون ،جای تایتانیک کامرون نشست

فیلم سینمایی آواتار رکورد فروش فیلم تایتانیک را شکست و به عنوان پرفروش‌ترین فیلم تاریخ سینما ثبت شد.فیلم اواتار با فروش بیش از یک میلیارد و ۸۶۰ میلیون دلار از فیلم تایتانیک پیشی گرفت. هر دو فیلم را جیمز کامرون کارگردانی کرده‌است.اکنون آواتار این فرصت را دارد که اولین فیلم تاریخ سینما باشد که فروش جهانی آن از مرز دو میلیارد دلار می‌گذرد.خبر آن لاین ،بی‌بی‌سی فارسی
- غلامحسین الهام:اعتراف می‌کنم اشتباه کردم در مصلی به نفع احمدی نژاد سخنرانی کردم

غلامحسین الهام بعد از گذشت هشت ماه از حضورش در میتینگ تبلیغاتی محمود احمدی نژاد در مصلای تهران ، پذیرفت که حضورش در آن مراسم به عنوان یک عضو حقوقدان شورای نگهبان برخلاف قانون بوده‌است.خبر آن لاین

## ۲۸ ژانویه ۲۰۱۰
- جروم دیوید سالینجر درگذشت

جروم دیوید سالینجر نویسنده  نویسنده کتاب مشهور ناتور دشت چهارشنبه ۲۷ ژانویه در سن ۹۱ سالگی از دنیا رفت. ناتور دشت که اولین کتاب سلینجر بود در مدت کمی شهرت و محبوبیت فراوانی برای او به همراه آورد . از دیگر آثار او می‌توان به فرانی و زویی، تیرهای سقف را بالا بگذارید نجاران و سیمور، جنگل واژگون و دلتنگی‌های نقاش خیابان چهل و هشتم اشاره نمود. واشینگتن پست
- مهدی کروبی:احمدی‌نژاد چهار سال دوام نمی‌آورد

مهدی کروبی امروز پنج‌شنبه گفت که محمود احمدی‌نژاد نمی‌تواند در دوره چهارساله ریاست جمهوری دوام بیاورد.به گفته روزنامه بریتانیایی فایننشال تایمز، این نامزد انتخاباتی، این مطلب را امروز در مصاحبه با این روزنامه بیان کرده‌است.مهدی کروبی به این روزنامه گفته‌است:با توجه به مشکلات سیاسی و اقتصادی و علاوه بر آن سیاست خارجی پرمناقشه، شخصاً معتقدم آقای احمدی‌نژاد نخواهد توانست این دوره را تمام کند.رادیو زمانه
- اعدام دو نفر از متهمان حوادث پس از انتخابات

بامداد امروز حکم ۲ نفر از متهمان پرونده حوادث پس از انتخابات که در دادگاه انقلاب اسلامی به اعدام محکوم شده بودند اجرا شد. این ۲ نفر به نامهای محمدرضا علی‌زمانی و آرش رحمانی پور همراه ۹ نفر دیگر به اعدام محکوم شده بودند که احکام ۹ نفر دیگر در مرحله تجدید نظر خواهی می‌باشد. به نقل از پایگاه اطلاع رسانی دادسرای عمومی و انقلاب تهران، اتهام محاربه و تلاش برای براندازی نظام جمهوری اسلامی و عضویت در گروه‌های انجمن پادشاهی ایران و سازمان مجاهدین خلق ایران، از جمله اتهامات این محکومان است. خبرگزاری ایسنا
- وکیل رحمانی پور:اعترافات رحمانی به علت تهدید خانواده اش بوده است

نسرین ستوده وکیل آرش رحمانی پور  که امروز اعدام شد اعلام کرد که اعترافات موکلش به دلیل تهدید علیه خانواده رحمانی پور بوده‌است.خبرگزاری فرانسه

## ۲۹ ژانویه ۲۰۱۰
- دانشگاه الازهر خواستار توقف پخش سریال یوزارسیف از تلویزیون مصر شد

مجمع پژوهش‏های اسلامی دانشگاه الازهر مصر، با استناد به یکی از مصوبات پیشین مجمع فقهی این دانشگاه، خواستار توقف پخش سریال ایرانی یوسف پیامبر از شبکه‏های مصری و عربی شد.یک عضو مجمع پژوهش‏های اسلامی دانشگاه الازهر در قاهره پایتخت مصر، در توضیح دلیل این درخواست گفت:این مجمع پیش از این تصمیمی مبنی بر منع تجسید و به تصویر کشیدن انبیاء و اهل بیت پیامبر(ص) تصویب کرده‌است. بنا بر این مصوبه، چون در این سریال، چهره حضرت یوسف(ع) نشان داده می‏شود خلاف مصوبه الازهر است.خبر آن لاین
- سنای آمریکا تحریم صادرات بنزین به ایران را تصویب کرد

سنای آمریکا با تصویب لایحه‌ای به باراک اوباما رئیس جمهور این کشور امکان گسترش تحریم‌های ایران را داد.این تحریم‌ها معطوف به شرکت‌های صادر کننده بنزین به ایران هستند.باراک اوباما شب گذشته در سخنرانی سالانه خود در کنگره نسبت به عواقب فزاینده برنامه اتمی ایران هشدار داد.آمریکا و متحدانش نگرانند ایران بدنبال دستیابی به سلاح هسته‌ای باشد.اما تهران این اتهام را رد کرده و می‌گوید تنها بدنبال استفاده صلح آمیز از انرژی هسته‌ای است.بی‌بی‌سی فارسی
- ریاست بن برنانکی بر بانک مرکزی آمریکا تمدید شد

ریاست بن برنانکی بر بانک مرکزی آمریکا، برای یک دوره چهار ساله دیگر تمدید شده‌است. او ابتدا توسط جورج بوش در این مقام منصوب شده بود.سنای آمریکا با ۷۰ رای در مقابل ۳۰ رای به نفع ابقای آقای برنانکی بر این دستگاه قدرتمند رای داد که این کمترین آرا برای یک رئیس بانک مرکزی در چند دهه اخیر توصیف می‌شود.بی‌بی‌سی فارسی
- جنتی: به مفسدین فی‌الارض رحم نکنید

آیت‌الله احمد جنتی، خطیب موقت جمعه تهران می‌گوید اکنون جای «رأفت» نیست و اگر «ضعف» نشان دهیم به مشکل خواهیم خورد.
به گزارش خبرگزاری‌های ایران، وی از رئیس قوه قضائیه خواست قاطعانه با «اغتشاشگران» برخورد کند و به «مفسدین فی‌الارض» ترحم نکند. امام جمعه موقت تهران با تقدیر از اعدام دو نفر از متهمان رخدادهای پس از انتخابات در روز گذشته، گفت که آیت‌الله لاریجانی برای «رضای خدا» این حکم را صادر کرده‌است. خطیب جمعه تهران با انتقاد از اعدام نشدن معترضان در ۱۸ تیر سال ۱۳۷۸، گفت: «اگر حالا هم ضعف نشان دهید آینده بدتری در انتظار شماست.» وی با هشدار نسبت به مدارا با معترضان گفت: «خدا رحم نکند به کسانی که به مفسدین فی‌الارض رحم می‌کنند.» رادیو زمانه
- محاکمه بازداشتی‌های «عاشورا» روز شنبه برگزار می‌شود

عباس جعفری دولت‌آبادی، دادستان تهران، اعلام کرد روز شنبه محاکمه گروه دیگری از افرادی که در روز عاشورای امسال دستگیر شده‌اند برگزار می‌شود. دادستان تهران همچنین درباره محمدرضا علی‌زمانی و آرش رحمانی‌پور که روز پنج‌شنبه به دار آویخته شدند، به خبرگزاری دانشجویان ایران، ایسنا، گفته‌است که «اتهام این محکومان محاربه، براندازی نظام، تصمیم برای ترور مقامات، انفجار در محل‌ها و اقدام علیه امنیت کشور بود». او همچنین گفت که محاکمه محمدرضا علی‌زمانی و آرش رحمانی‌پور «با حضور وکیل» بوده و اجرای حکم پس از دادگاه تجدید نظر صورت گرفته‌است. نسرین ستوده، وکیل آرش رحمانی‌پور، اظهارات دادستانی را رد کرده و بار دیگر تاکید کرد که آرش رحمانی‌پور در فروردین‌ماه امسال در خانه‌اش بازداشت شده‌است و نه در جریان رویدادهای پس از انتخابات. او همچنین تاکید می‌کند که اعترافات موکلش که از تلویزیون نیز به نمایش درآمد تحت فشار بوده است؛ خانم ستوده می‌گوید یکی از ابرازهای فشار برای واداشتن آرش رحمانی‌پور به اعتراف، دستگیری خواهر باردارش بوده که منجر به سقط جنین وی شده‌است. رادیو فردا

## ۳۰ ژانویه ۲۰۱۰
- سایت رادیو زمانه هک شد

ارتش سایبری ایران وب سایت رادیو زمانه  را هک  کرد.کاربران رادیو زمانه با مراجعه به این سایت، با این پیام مواجه شدند: «ارتش سایبری ایران به تمام مزدوران وطن فروش هشدار می‌دهد که در دامان اربابان خود نیز آنها را راحت نمی‌گذارد.»بی بی سی فارسی،یو اس ای تودی
- موسوی و کروبی ضمن دعوت مردم به راهپیمایی ۲۲ بهمن، اعدام‌های اخیر را محکوم کردند

میرحسین موسوی و مهدی کروبی، در دیدار با همدیگر، با اعتراض به عملکرد قوه قضائیه جمهوری اسلامی، اعدام‌های اخیر چند روز گذشته را محکوم و اجرای این احکام را عجولانه و با هدف ایجاد ترس برای شرکت نکردن مردم در راهپیمایی روز ۲۲ بهمن ارزیابی کردند. میرحسین موسوی و مهدی کروبی در این موضع‌گیری مشترک اظهار داشتند: «به نظر می‌رسد کسانی که اقدام به اعدام آنها شد ماه‌ها قبل از جریان برگزاری انتخابات دستگیر شده و پرونده آنها نیز ارتباطی با حوادث انتخابات اخیر نداشته‌است و به گفته وکلایشان آنها تنها توانسته‌اند دیداری کوتاه با موکلان خود داشته‌اند و مراحل دادرسی برای آنها انجام نشده‌است.» این دو سیاستمدار معترض، در ادامه تصریح کرده‌اند که «به نظر که چنین اقدامی برای ایجاد خوف در مردم جهت عدم حضور در راهپیمایی ۲۲ بهمن است.» موسوی و کروبی ضمن انتقاد از دعوت مردم به کشتار و خشونت در تریبون نماز جمعه افزودند: «بازداشت‌های گسترده فعالان سیاسی، مطبوعاتی و دانشگاهی به اتهام اعتراض جهت دفاع از حقوق خودشان، غیرقانونی است و این در حالی است که روند اعتراف‌گیری از این زندانیان نیز مغایر با مبانی اسلام و قانون اساسی جمهوری اسلامی ایران می‌باشد.» رادیو فردا
- رفسنجانی: ۲۲ بهمن نقطه مشترک وحدت و نماد وفاداری به نظام اسلامی است

اکبر هاشمی رفسنجانی، رئیس مجمع تشخیص مصلحت نظام امروز از مردم خواست تا در راهپیمایی ۲۲ بهمن شرکت کنند و آنرا «به مانور وحدت ملی برای حفظ نظام و حمایت از جمهوری اسلامی علی‌رغم برخی اختلاف سلیقه‌ها تبدیل کنند.» او گفت: دلسوزان و عاشقان نظام باید تلاش کنند آن روز با آرامش برگزار شود چون خشونت و تعارض، در جهت ِ خواست دشمنان است. رفسنجانی افزود : استکبار جهانی به ویژه آمریکا، اخیرا تحرکات جدیدی را علیه جمهوری اسلامی با همراه کردن برخی کشورهای دیگر که قبلا موضع خصمانه نداشتند آغاز کرده‌اند و سعی دارند با تشدید تحریم‌ها و تهدیدها و شاید جنگ روانی، فشارهای سیاسی بر جمهوری اسلامی را مضاعف کنند، اما آنها باید بدانند که ایران در موضوع هسته‌ای چه غنی‌سازی یا مبادله اورانیوم کاملا جدی است و عقب‌نشینی نخواهد کرد. رادیو فردا
- جلسه محاکمه ۱۶ نفر از بازداشت شدگان تظاهرکنندگان عاشورا برگزار شد

محاکمه ۱۶ نفر از بازداشت شدگان در جریان تظاهرات مخالفان دولت در روز عاشورا در تهران برگزار شده‌است که پنج نفر از این افراد به محاربه متهم شده‌اند.روز شنبه جلسه دادگاه این ۱۶ نفر در مجتمع امام خمینی دادگستری تهران بعد از قرائت کیفرخواست به ریاست قاضی صلواتی برگزار شد.اتهام پنج نفر از این افراد محاربه و افساد فی الارض و اتهام بقیه «اجتماع و تبانی علیه امنیت، تبلیغ علیه نظام و قصد بر هم زدن کشور از طریق تحریک افراد به شورش و آشوب» اعلام شده‌است.بی‌بی‌سی فارسی
- بالاترین نرخ رشد اقتصادی آمریکا در طی شش سال گذشته

رشد اقتصادی آمریکا با رسیدن به رقم ۵٫۷ درصد در سه ماه پایانی سال ۲۰۰۹ به بالاترین نرخ رشد اقتصادی در طول شش سال اخیررسید.واشنگتن پست
- روسیه جنگنده نسل پنجم خود را رونمایی کرد

نمونه آزمایشی هواپیمای جنگنده نسل پنجم روسیه نخستین پرواز آزمایشی ۴۷ دقیقه‌ای خود را با موفقیت به انجام رساند. ریانووستی، بی‌بی‌سی فارسی

## ۳۱ ژانویه ۲۰۱۰
- قوه قضائیه ایران:عده‌ای توقع قاطعیت فراتر از قانون دارند

رئیس قوه قضائیه ایران می‌گوید که توقع گروهی از کسانی که خواهان تسریع در مجازات معترضان بازداشت شده در حوادث پس از انتخابات هستند، سیاسی و غیر قانونی است.صادق لاریجانی روز یکشنبه در جلسه مسئولان عالی قوه قضائیه در تهران، با انتقاد از کسانی که دستگاه قضایی را به مسامحه در برخورد با معترضان متهم می‌کنند، گفت:برخی افراد علی رغم تذکرات قبلی، توقع بیشتر از قانون را از دستگاه قضایی دارند که این توقعات سیاسی بر خلاف شرع و قانون است.بی‌بی‌سی فارسی
- چین محدودیت‌های تازه‌ای برای رسانه وضع کرد

فدراسیون بین المللی روزنامه نگاران می‌گوید مقامات چینی به تلاش هایشان برای کنترل رسانه‌ها شدت بخشیده‌اند.یک گزارش جدید این نهاد رسانه‌ای که اخیرا منتشر شده، نشان می‌دهد که از زمان المپیک ۲۰۰۸ پکن، مقامات چین بار دیگر به محدود کردن رسانه‌ها و خبرنگاران پرداخته‌اند.بی‌بی‌سی فارسی
- بینگو وا موتاریکا رئیس اتحادیه آفریقا شد

معمر قذافی، رهبر لیبی، موفق نشده‌است یک سال دیگر ریاست اتحادیه آفریقا را بر عهده داشته باشد.در جریان اجلاس سالانه اتحادیه آفریقا، که امسال در اتیوپی برگزار شده‌است، رهبران پنجاه و سه کشور آفریقایی بینگو وا موتاریکا، رئیس جمهوری مالاوی، را به عنوان رئیس جدید اتحادیه آفریقا انتخاب کردند.بی‌بی‌سی فارسی